# Liste der Straßen in Island
Die Liste der Straßen in Island enthält die einzige einstellige Straße und alle mit zwei- und dreistelligen Nummern.
Die erste Liste enthält die Ringstraße  und alle Straßen mit zweistelligen Nummern.
Das sind 62 Straßen und Straßenabschnitte.
Die Sprengisandsleið gibt es in zwei Abschnitten sowohl mit der Nummer  als auch .
Die Nummer  ist ebenfalls dem Landvegur zugeordnet.
Nicht all diese Straßen sind Hauptstraßen.
Unter den zweistelligen Nummern gibt es auch Nebenstraßen.
Einzelne Abschnitte sind als Lokale Einfallstraßen eingestuft.
Unter diesen Straßen gibt es auch Hauptstraßen im Hochland und Hochlandstraßen.
Die Informationen dieser Liste stammen aus dem Straßenverzeichnis der isländischen Straßenverwaltung Vegagerðin.
Weitere ausklappbare Listen zeigen die Hochlandstraßen und Straßen mit dreistelligen Nummern.

## Liste der zweistelligen Straßen
| Nr.  | Name                         | Länge   | Anfang                  | Ende                          | Typ  | Landesteil / Anmerkung                                                                     |
| ---- | ---------------------------- | ------- | ----------------------- | ----------------------------- | ---- | ------------------------------------------------------------------------------------------ |
| R1   | Hringvegur                   | 1321,35 | Sýslumörk, sýslusteinn  | Sýslumörk, sýslusteinn        | S    | Suðurland, Höfuðborgarsvæðið, Vesturland, Norðurland vestra, Norðurland eystra, Austurland |
| S22  | Dalavegur                    | 0002,42 | Básaskersbryggja        | Flugstöð                      | S    | Suðurland, auf Heimaey                                                                     |
| T25  | Þykkvabæjarvegur             | 0018,55 | Hringvegur              | Suður-Nýibær                  | T/H  | Suðurland                                                                                  |
| T26  | Landvegur                    | 0062,61 | Hringvegur              | Þjórsárdalsvegur              | T    | Suðurland                                                                                  |
| S26  | Sprengisandsleið             | 0065,01 | Þjórsárdalsvegur        | Kvíslavegur                   | S/Sx | Suðurland                                                                                  |
| SF26 | Sprengisandsleið             | 0154,49 | Kvíslavegur             | Bárðardalsvegur vestri        | Sx   | Suðurland, Norðurland eystra                                                               |
| S30  | Skeiða- og Hrunamannavegur   | 0055,99 | Hringvegur              | Biskupstungnabraut            | S    | Suðurland                                                                                  |
| S31  | Skálholtsvegur               | 0014,63 | Skeiðavegur             | Biskupstungnabraut            | S    | Suðurland                                                                                  |
| S32  | Þjórsárdalsvegur             | 0050,92 | Skeiðavegur             | Sprengisandsleið              | S    | Suðurland                                                                                  |
| S33  | Gaulverjabæjarvegur          | 0026,22 | Hringvegur              | Eyrarbakkavegur               | S    | Suðurland                                                                                  |
| S34  | Eyrarbakkavegur              | 0023,67 | Hringvegur              | Þorlákshafnarvegur            | S    | Suðurland                                                                                  |
| S35  | Biskupstungnabraut           | 0068,53 | Hringvegur              | Gullfossvegur                 | S    | Suðurland                                                                                  |
| S35  | Kjalvegur                    | 0167,67 | Gullfossvegur           | Svínvetningabraut             | S/Sx | Suðurland, Norðurland vestra                                                               |
| S36  | Þingvallavegur               | 0067,56 | Biskupstungnabraut      | Hringvegur                    | S    | Höfuðborgarsvæðið, Suðurland                                                               |
| S37  | Laugarvatnsvegur             | 0036,39 | Biskupstungnabraut      | Biskupstungnabraut            | S    | Suðurland                                                                                  |
| S38  | Þorlákshafnarvegur           | 0019,15 | Hringvegur              | Suðurstrandarvegur            | S    | Suðurland                                                                                  |
| S39  | Þrengslavegur                | 0015,7  | Hringvegur              | Þorlákshafnarvegur            | S    | Suðurland                                                                                  |
| S40  | Hafnarfjarðarvegur           | 0009,4  | Reykjanesbraut, Sæbraut | Reykjanesbraut                | S    | Höfuðborgarsvæðið                                                                          |
| S41  | Reykjanesbraut               | 0053,5  | Hafnarfjarðarvegur      | Flugstöð, brottför B          | S    | Höfuðborgarsvæðið, Suðurnes                                                                |
| T42  | Krýsuvíkurvegur              | 0026,57 | Reykjanesbraut          | Suðurstrandarvegur            | T    | Suðurnes                                                                                   |
| S43  | Grindavíkurvegur             | 0014,12 | Reykjanesbraut          | Hafnarsvæði                   | S    | Suðurnes                                                                                   |
| 44   | Hafnavegur                   | 0008,8  | Reykjanesbraut          | Hafnir, Seljavogur            | S    | Suðurnes                                                                                   |
| 45   | Garðskagavegur               | 0030,88 | Reykjanesbraut          | Hafnavegur                    | S/T  | Suðurnes                                                                                   |
| 46   | Helguvíkurvegur              | 0001,72 | Garðskagavegur          | Helguvík, hafnarsvæði         | S    | Suðurnes                                                                                   |
| S47  | Hvalfjarðarvegur             | 0060,59 | Hringvegur              | Hringvegur                    | S    | Höfuðborgarsvæðið, Vesturland                                                              |
| 48   | Kjósarskarðsvegur            | 0022,03 | Hvalfjarðarvegur        | Þingvallavegur                | T    | Höfuðborgarsvæðið, Suðurland                                                               |
| S49  | Nesbraut                     | 0010,89 | Hringvegur              | Seltjarnarnes, Suðurströnd    | S    | Höfuðborgarsvæðið                                                                          |
| S50  | Borgarfjarðarbraut           | 0049,32 | Hringvegur              | Hringvegur                    | S    | Vesturland                                                                                 |
| 51   | Akrafjallsvegur              | 0018,4  | Hringvegur              | Hringvegur                    | S    | Vesturland                                                                                 |
| S52  | Uxahryggjavegur              | 0060,21 | Borgarfjarðarbraut      | Þingvallavegur                | S/T  | Vesturland                                                                                 |
| S54  | Snæfellsnesvegur             | 0229,37 | Hringvegur              | Vestfjarðavegur               | S    | Vesturland                                                                                 |
| 55   | Heydalsvegur                 | 0026,36 | Snæfellsnesvegur        | Snæfellsnesvegur              | T    | Vesturland                                                                                 |
| 56   | Vatnaleið                    | 0016,4  | Snæfellsnesvegur        | Snæfellsnesvegur              | S    | Vesturland                                                                                 |
| 58   | Stykkishólmsvegur            | 0010,55 | Snæfellsnesvegur        | Ferjubryggja                  | S    | Vesturland                                                                                 |
| S59  | Laxárdalsvegur               | 0035,93 | Vestfjarðavegur         | Innstrandavegur               | T    | Vesturland, Norðurland vestra                                                              |
| S60  | Vestfjarðavegur              | 0305,51 | Hringvegur              | Djúpvegur                     | S    | Vesturland, Vestfirðir                                                                     |
| S61  | Djúpvegur                    | 0266,22 | Vestfjarðavegur         | Hafnarsvæði, Búðarkantur      | S    | Vestfirðir                                                                                 |
| S62  | Barðastrandarvegur           | 0059,93 | Vestfjarðavegur         | Patreksfjörður, Aðalstræti    | S    | Vestfirðir                                                                                 |
| S63  | Bíldudalsvegur               | 0062,87 | Barðastrandarvegur      | Vestfjarðavegur               | S    | Vestfirðir                                                                                 |
| 64   | Flateyrarvegur               | 0006,8  | Vestfjarðavegur         | Flateyri, Tjarnargata         | S    | Vestfirðir                                                                                 |
| 65   | Súgandafjarðarvegur          | 0017,24 | Vestfjarðavegur         | Staðarkirkja                  | S/H  | Vestfirðir                                                                                 |
| LF66 | Kollafjarðarheiði            | 0024,95 | Vestfjarðavegur         | Djúpvegur                     | L    | Vestfirðir                                                                                 |
| 67   | Hólmavíkurvegur              | 0000,52 | Djúpvegur               | Höfðatún                      | S    | Vestfirðir                                                                                 |
| S68  | Innstrandavegur              | 0104,63 | Hringvegur              | Djúpvegur                     | S    | Norðurland vestra, Vestfirðir                                                              |
| 72   | Hvammstangavegur             | 0005,85 | Hringvegur              | Hvammstangi, Klapparstígur    | S    | Norðurland vestra                                                                          |
| 73   | Þverárfjallsvegur            | 0066,86 | Hringvegur              | Sauðárkróksbraut              | S    | Norðurland vestra                                                                          |
| 74   | Skagastrandarvegur           | 0021,38 | Hringvegur              | Vesturgarður, hafnarsvæði     | S    | Norðurland vestra                                                                          |
| S75  | Sauðárkróksbraut             | 0037,98 | Hringvegur              | Siglufjarðarvegur             | S    | Norðurland vestra                                                                          |
| S76  | Siglufjarðarvegur            | 0118,3  | Hringvegur              | Ólafsfjarðarvegur             | S    | Norðurland vestra, Norðurland eystra                                                       |
| 77   | Hofsósbraut                  | 0001,35 | Siglufjarðarvegur       | Hofsós, Lindargata            | S/T  | Norðurland eystra                                                                          |
| S82  | Ólafsfjarðarvegur            | 0087,81 | Hringvegur              | Siglufjarðarvegur             | S/T  | Norðurland eystra, Norðurland vestra                                                       |
| S83  | Grenivíkurvegur              | 0032,79 | Hringvegur              | Grenivík, Túngata             | S    | Norðurland eystra                                                                          |
| 84   | Víkurskarðsvegur             | 0013,47 | Grenivíkurvegur         | Hringvegur                    | S    | Norðurland eystra                                                                          |
| S85  | Norðausturvegur              | 0318,57 | Hringvegur              | Hringvegur                    | S    | Norðurland eystra, Austurland                                                              |
| S87  | Kísilvegur                   | 0042,11 | Hringvegur              | Norðausturvegur               | S    | Norðurland eystra                                                                          |
| LF88 | Öskjuleið                    | 0079,61 | Hringvegur              | Austurleið                    | L    | Norðurland eystra                                                                          |
| 91   | Hafnarvegur í Bakkafirði     | 0004,44 | Norðausturvegur         | Bakkafjörður, Hraunstígur     | T    | Austurland                                                                                 |
| S92  | Norðfjarðarvegur             | 0037,05 | Hringvegur              | Neskaupstaður, ferjubryggja   | S    | Norðurland eystra                                                                          |
| S93  | Seyðisfjarðarvegur           | 0027,26 | Hringvegur              | Hánefsstaðavegur              | S    | Austurland                                                                                 |
| S94  | Borgarfjarðarvegur           | 0068,17 | Seyðisfjarðarvegur      | Borgarfjörður, Hólalandsvegur | S    | Austurland                                                                                 |
| S95  | Skriðdals- og Breiðdalsvegur | 0081,07 | Hringvegur              | Hringvegur                    | S    | Austurland                                                                                 |
| S96  | Suðurfjarðavegur             | 0059,87 | Norðfjarðarvegur        | Hringvegur                    | S    | Austurland, jetzt Teil der Ringstraße                                                      |
| 97   | Breiðdalsvíkurvegur          | 0001,41 | Hringvegur              | Breiðdalsvík, Hrauntún        | S/T  | Austurland                                                                                 |
| 98   | Djúpavogsvegur               | 0002,49 | Hringvegur              | Hafnarsvæði Gleðivík          | S    | Austurland                                                                                 |
| 99   | Hafnarvegur                  | 0005,17 | Hringvegur              | Álaleira, hafnarsvæði         | S    | Austurland                                                                                 |

S  = Hauptstraße
Sx = Hauptstraße im Hochland
T  = Nebenstraße
H  = Lokale Einfallstraße
L  = Hochlandstraße
 = Straße hat ein Lemma

## Hochlandstraßen
Diese Liste der Hochlandstraßen enthält neben den bekannten Hauptstraßen im Hochland: Kaldadalsvegur , Kjalvegur  und Sprengisandsleið  mit der Fjallabaksleið nyrðri  zusammen 80 Straßen oder Straßenabschnitte.
Insgesamt sind das 2646 km, zwischen 1,4 und 233 km Länge.
Nicht alle diese Straßen sind auch F-Straßen und sie haben keine geregelte Wintersperre.
| Nr.   | Name                  | Länge  | Anfang                         | Ende                              | Typ   | Gemeinde(n) / Anmerkung                                                    |
| ----- | --------------------- | ------ | ------------------------------ | --------------------------------- | ----- | -------------------------------------------------------------------------- |
| S26   | Sprengisandsleið      | 65,01  | Þjórsárdalsvegur               | Kvíslavegur                       | S/Sx  | Rangárþing ytra, Ásahreppur                                                |
| SF26  | Sprengisandsleið      | 154,49 | Kvíslavegur                    | Bárðardalsvegur vestri            | Sx    | Ásahreppur, Þingeyjarsveit                                                 |
| S35   | Kjalvegur             | 167,67 | Gullfossvegur                  | Svínvetningabraut                 | S/Sx  | Bláskógabyggð, Húnavatnshreppur                                            |
| LF66  | Kollafjarðarheiði     | 24,95  | Vestfjarðavegur                | Djúpvegur                         | L     | Reykhólahreppur, Strandabyggð                                              |
| LF88  | Öskjuleið             | 79,61  | Hringvegur                     | Austurleið                        | L     | Þingeyjarsveit                                                             |
| F206  | Lakavegur             | 44,16  | Fjaðrárgljúfursvegur           | Laki, bifreiðastæði               | L     | Skaftárhreppur                                                             |
| F207  | Lakagígavegur         | 26,58  | Laki, bifreiðastæði            | Lakavegur, austan Blágils         | L     | Skaftárhreppur                                                             |
| SF208 | Fjallabaksleið nyrðri | 55,5   | Búlandsvegur                   | Landmannalaugavegur               | Sx    | Skaftárhreppur, Rangárþing ytra                                            |
| S208  | Fjallabaksleið nyrðri | 29,91  | Landmannalaugavegur            | Sprengisandsleið við Sigöldu      | Sx    | Rangárþing ytra, Ásahreppur                                                |
| LF210 | Fjallabaksleið syðri  | 108,06 | Snæbýli                        | Rangárvallavegur                  | L     | Skaftárhreppur, Rangárþing ytra                                            |
| 214   | Kerlingardalsvegur    | 16,14  | Hringvegur                     | Þakgil                            | T/L   | Mýrdalshreppur                                                             |
| F223  | Eldgjárvegur          | 1,41   | Fjallabaksleið nyrðri          | Eldgjá                            | L     | Skaftárhreppur                                                             |
| F224  | Landmannalaugavegur   | 2,4    | Fjallabaksleið nyrðri          | Landmannalaugar                   | L     | Rangárþing ytra                                                            |
| LF225 | Landmannaleið         | 41,14  | Landvegur                      | Fjallabaksleið nyrðri             | L     | Rangárþing ytra                                                            |
| F228  | Veiðivatnaleið        | 20,95  | Sprengisandsleið               | Veiðivatnaskáli                   | L     | Ásahreppur, Rangárþing ytra                                                |
| F229  | Jökulheimaleið        | 35,77  | Veiðivatnaleið                 | Jökulheimar                       | L     | Rangárþing ytra, Ásahreppur                                                |
| F232  | Öldufellsleið         | 35,77  | Hrífunesvegur                  | Fjallabaksleið syðri              | L     | Skaftárhreppur                                                             |
| F233  | Álftavatnskrókur      | 21,09  | Fjallabaksleið nyrðri          | Fjallabaksleið syðri              | L     | Skaftárhreppur                                                             |
| F235  | Langisjór             | 24,59  | Fjallabaksleið nyrðri          | Langisjór, bílastæði              | L     | Skaftárhreppur                                                             |
| 249   | Þórsmerkurvegur       | 21,64  | Hringvegur                     | Jökultungur                       | T/L   | Rangárþing eystra                                                          |
| F249  | Þórsmerkurvegur       | 9,38   | Jökultungur                    | Bílastæði við Bása                | L     | Rangárþing eystra                                                          |
| F261  | Emstruleið            | 37,36  | Fljótsdalsvegur                | Fjallabaksleið syðri Hvanngil     | L     | Rangárþing eystra, Rangárþing ytra                                         |
| 327   | Stangarvegur          | 10,47  | Þjórsárdalsvegur austan Fossár | Háafossvegur                      | T/L   | Skeiða- og Gnúpverjahreppur                                                |
| 332   | Háafossvegur          | 7,56   | Þjórsárdalsvegur               | Háifoss                           | L     | Skeiða- og Gnúpverjahreppur                                                |
| F333  | Haukadalsvegur        | 10,1   | Haukadalskirkja                | Skjaldbreiðarvegur                | L     | Bláskógabyggð                                                              |
| F335  | Hagavatnsvegur        | 14,44  | Kjalvegur                      | Hagavatn, sæluhús                 | L     | Bláskógabyggð                                                              |
| F337  | Hlöðuvallavegur       | 31,92  | Miðdalskirkjuvegur             | Skjaldbreiðarvegur                | L     | Bláskógabyggð                                                              |
| F338  | Skjaldbreiðarvegur    | 48,66  | Kjalvegur                      | Kaldadalsvegur                    | L     | Bláskógabyggð, Grímsnes- og Grafningshreppur                               |
| SF347 | Kerlingarfjallavegur  | 16,44  | Kjalvegur                      | Kerlingarfjöll, skálar            | L     | Bláskógabyggð, Hrunamannahreppur                                           |
| 428   | Vigdísarvallavegur    | 23,8   | Krýsuvíkurvegur                | Suðurstrandarvegur                | L     | Grindavíkurbær                                                             |
| F508  | Skorradalsvegur       | 9,49   | Fitjar                         | Uxahryggjavegur                   | L     | Skorradalshreppur, Borgarbyggð                                             |
| 539   | Hítardalsvegur        | 22,69  | Snæfellsnesvegur               | Hítarvatn                         | T/L   | Borgarbyggð                                                                |
| S550  | Kaldadalsvegur        | 39,95  | Uxahryggjavegur                | Hálsasveitarvegur, Húsafell       | Sx    | Bláskógabyggð, Borgarbyggð                                                 |
| 553   | Langavatnsvegur       | 15,97  | Hringvegur hjá Svignaskarði    | Langavatn                         | T/L   | Borgarbyggð                                                                |
| 558   | Berserkjahraunsvegur  | 10,34  | Snæfellsnesvegur n. Grákúlu    | Snæfellsnesvegur v. Hraunsfjarðar | L     | Helgafellssveit, Grundarfjarðarbær                                         |
| 570   | Jökulhálsleið         | 18,63  | Útnesvegur hjá Ólafsvík        | Útnesvegur                        | L     | Snæfellsbær                                                                |
| F575  | Eysteinsdalsleið      | 11,6   | Jökulhálsleið                  | Útnesvegur                        | L     | Snæfellsbær                                                                |
| F578  | Arnarvatnsvegur       | 36,61  | Bílastæði við Stefánshelli     | Arnarvatn, hús                    | L     | Borgarbyggð, Húnaþing vestra                                               |
| 578   | Arnarvatnsvegur       | 36,5   | Arnarvatn, hús                 | Miðfjarðarvegur                   | L     | Húnaþing vestra                                                            |
| F586  | Haukadalsskarðsvegur  | 19,83  | Smyrlahóll                     | Hringvegur                        | L     | Dalabyggð, Húnaþing vestra                                                 |
| 619   | Ketildalavegur        | 25,2   | Bíldudalsvegur                 | Selárdalur                        | S/T/L | Vesturbyggð                                                                |
| 622   | Svalvogavegur         | 29,58  | Þingeyri, Hafnargata           | Aðalból                           | S/T/L | Ísafjarðarbær                                                              |
| 626   | Hrafnseyrarvegur      | 30,82  | Vestfjarðavegur                | Þingeyrarvegur                    | T/L   | Ísafjarðarbær                                                              |
| 630   | Skálavíkurvegur       | 11,2   | Bolungarvík, Stigahlíð         | Skálavík                          | L     | Bolungarvíkurkaupstaður                                                    |
| 649   | Ófeigsfjarðarvegur    | 4,04   | Strandavegur                   | Eyri í Ingólfsfirði               | L     | Árnes                                                                      |
| F649  | Ófeigsfjarðarvegur    | 15,79  | Eyri í Ingólfsfirði            | Hvalá, göngubrú                   | L     | Árnes                                                                      |
| 690   | Steinadalsvegur       | 28,8   | Vestfjarðavegur                | Innstrandavegur                   | T/L   | Dalabyggð, Strandabyggð                                                    |
| 734   | Vesturheiðarvegur     | 39,75  | Fossar                         | Strangakvísl                      | L     | Húnavatnshreppur                                                           |
| F734  | Vesturheiðarvegur     | 13,93  | Strangakvísl                   | Kjalvegur                         | L     | Húnavatnshreppur                                                           |
| F735  | Þjófadalavegur        | 10,63  | Hveravallavegur                | Þjófadalir                        | L     | Húnavatnshreppur, Bláskógabyggð                                            |
| F752  | Skagafjarðarleið      | 79,7   | Giljavegur                     | Sprengisandsleið                  | L     | Sveitarfélagið Skagafjörður, Akrahreppur, Eyjafjarðarsveit, Þingeyjarsveit |
| 756   | Mælifellsdalsvegur    | 46,13  | Efribyggðarvegur               | Kjalvegur                         | L     | Sveitarfélagið Skagafjörður, Húnavatnshreppur                              |
| 758   | Austurdalsvegur       | 19,18  | Skagafjarðarvegur              | Ábæjará, bílastæði                | T/L   | Sveitarfélagið Skagafjörður, Akrahreppur                                   |
| 793   | Skarðsvegur           | 12,74  | Siglufjarðarvegur              | Siglufjarðarvegur                 | T/L   | Fjallabyggð, Sveitarfélagið Skagafjörður                                   |
| F821  | Eyjafjarðarleið       | 41,54  | Halldórsstaðavegur             | Skagafjarðarleið                  | L     | Eyjafjarðarsveit                                                           |
| 832   | Vaðlaheiðarvegur      | 20,03  | Veigastaðavegur                | Illugastaðavegur                  | T/L   | Svalbarðsstrandarhreppur, Þingeyjarsveit                                   |
| F839  | Leirdalsheiðarvegur   | 27,26  | Grenivíkurvegur                | Hvalvatnsfjörður, sjávarkambur    | L     | Grýtubakkahreppur                                                          |
| 869   | Langanesvegur         | 45,28  | Norðausturvegur                | Skálar                            | S/T/L | Langanesbyggð                                                              |
| 875   | Hálsavegur            | 20,07  | Norðausturvegur                | Raufarhafnarvegur                 | T/L   | Svalbarðshreppur, Norðurþing                                               |
| F881  | Dragaleið             | 18,32  | Eyjafjarðarleið                | Sprengisandsleið                  | L     | Þingeyjarsveit, Eyjafjarðarsveit                                           |
| 882   | Leyningshólavegur     | 1,56   | Villingadalsvegur              | Leyningshólar                     | L     | Eyjafjarðarsveit                                                           |
| F894  | Öskjuvatnsvegur       | 7,82   | Austurleið                     | Öskjuvatn, gönguleið              | L     | Þingeyjarsveit                                                             |
| F899  | Flateyjardalsvegur    | 32,7   | Fnjóskadalsvegur eystri        | Brettingsstaðir                   | L     | Þingeyjarsveit                                                             |
| L901  | Möðrudalsleið         | 39,8   | Hringvegur                     | Hringvegur                        | L     | Múlaþing                                                                   |
| F902  | Kverkfjallaleið       | 45,41  | Austurleið                     | Kverkjökull                       | L     | Múlaþing                                                                   |
| F903  | Hvannalindavegur      | 26,43  | Austurleið                     | Kverkfjallaleið                   | L     | Múlaþing                                                                   |
| F905  | Arnardalsleið         | 21,05  | Möðrudalsleið                  | Austurleið                        | L     | Múlaþing                                                                   |
| 907   | Brúarvegur            | 23,96  | Möðrudalsleið                  | Jökuldalsvegur                    | L     | Múlaþing                                                                   |
| F909  | Snæfellsleið          | 31,73  | Austurleið                     | Eyjabakkajökull                   | L     | Múlaþing                                                                   |
| LF910 | Austurleið            | 232,91 | Sprengisandsleið               | Kárahnjúkar, yfirfallsbrú         | L     | Þingeyjarsveit, Múlaþing                                                   |
| L910  | Austurleið            | 60,97  | Kárahnjúkar, yfirfallsbrú      | Fljótsdalsvegur                   | L     | Múlaþing, Fljótsdalshreppur                                                |
| 910   | Laugarfellsvegur      | 1,9    | Austurleið                     | Laugarfell, bílastæði             | L     | Fljótsdalshreppur                                                          |
| F923  | Jökuldalsvegur        | 17,98  | Aðalból                        | Austurleið                        | L     | Múlaþing                                                                   |
| 936   | Þórdalsheiðarvegur    | 21,23  | Skriðdals- og Breiðdalsvegur   | Hringvegur                        | T/L   | Múlaþing, Fjarðabyggð                                                      |
| F946  | Loðmundarfjarðarvegur | 27,34  | Hvannstóð                      | Klyppstaður                       | L     | Múlaþing                                                                   |
| 955   | Vattarnesvegur        | 48,9   | Hringvegur                     | Hringvegur                        | S/T/L | Fjarðabyggð                                                                |
| 958   | Vöðlavíkurvegur       | 12,96  | Helgustaðavegur                | Vöðlavík                          | L     | Fjarðabyggð                                                                |
| F959  | Viðfjarðarvegur       | 7,6    | Vöðlavíkurvegur á Víkurheiði   | Viðfjörður                        | L     | Fjarðabyggð                                                                |
| F980  | Kollumúlavegur        | 24,81  | Hringvegur                     | Illikambur                        | L     | Sveitarfélagið Hornafjörður                                                |
| F985  | Jökulvegur            | 16,08  | Hringvegur                     | Skíðaskáli við Skálafellsjökul    | L     | Sveitarfélagið Hornafjörður                                                |

## 2er Straßen
Diese Liste der 2er-Straßen in Island enthält Straßen in Island deren Nummer mit 2 beginnt.
Alle diese Straßen liegen ganz oder zum größten Teil östlich der þjórsá in Südisland.
Es gibt 4 Straßenabschnitte mit zweistelligen Nummern.
Das sind der Dalavegur  auf Heimaey, der Þykkvabæjarvegur , der Landvegur  und die Sprengisandsleið  und    .
Sie sind zwischen 2,4 und 220 km lang.
Zusammen sind das 303 km.
Dazu kommen 62 Straßen mit dreistelligen Nummern von 201 bis 288.
Sie sind zwischen 900 m und 108 km lang.
Zusammen sind das 1008 km.
Zusätzlich gibt es 472 mit vierstelligen Nummern zwischen 2003 und 2998.
Sie sind 10 m bis 6,43 km lang.
Zusammen sind das 283 km.
| Nr.   | Name                  | Länge  | Anfang                           | Ende                          | Typ  | Gemeinde(n) / Anmerkung            |
| ----- | --------------------- | ------ | -------------------------------- | ----------------------------- | ---- | ---------------------------------- |
| S22   | Dalavegur             | 2,42   | Básaskersbryggja                 | Flugstöð                      | S    | Vestmannaeyjar                     |
| T25   | Þykkvabæjarvegur      | 18,55  | Hringvegur                       | Suður-Nýibær                  | T/H  | Rangárþing ytra                    |
| T26   | Landvegur             | 62,61  | Hringvegur                       | Þjórsárdalsvegur              | T    | Rangárþing ytra                    |
| S26   | Sprengisandsleið      | 65,01  | Þjórsárdalsvegur                 | Kvíslavegur                   | S/Sx | Rangárþing ytra, Ásahreppur        |
| SF26  | Sprengisandsleið      | 154,49 | Kvíslavegur                      | Bárðardalsvegur vestri        | Sx   | Ásahreppur, Þingeyjarsveit         |
| 201   | Vallavegur            | 3,59   | Hringvegur                       | Hringvegur austan Brunnár     | T    | Skaftárhreppur                     |
| 202   | Prestsbakkavegur      | 4,6    | Hringvegur                       | Mörtunga 1                    | H    | Skaftárhreppur                     |
| 203   | Geirlandsvegur        | 2,66   | Hringvegur                       | Geirland                      | H    | Skaftárhreppur                     |
| 204   | Meðallandsvegur       | 53,07  | Hringvegur                       | Hringvegur                    | T    | Skaftárhreppur                     |
| 205   | Klausturvegur         | 0,9    | Hringvegur                       | Kirkjubæjarklaustur 2         | S/H  | Skaftárhreppur                     |
| 206   | Holtsvegur            | 2,33   | Hringvegur                       | Fjaðrárgljúfursvegur          | T    | Skaftárhreppur                     |
| F206  | Lakavegur             | 44,16  | Fjaðrárgljúfursvegur             | Laki, bifreiðastæði           | L    | Skaftárhreppur                     |
| 206   | Fjaðrárgljúfursvegur  | 0,9    | Lakavegur                        | Fjaðrárgljúfur, gönguleið     | T    | Skaftárhreppur                     |
| F207  | Lakagígavegur         | 26,58  | Laki, bifreiðastæði              | Lakavegur, austan Blágils     | L    | Skaftárhreppur                     |
| 208   | Skaftártunguvegur     | 16,1   | Hringvegur                       | Búlandsvegur                  | S    | Skaftárhreppur                     |
| SF208 | Fjallabaksleið nyrðri | 55,5   | Búlandsvegur                     | Landmannalaugavegur           | Sx   | Skaftárhreppur, Rangárþing ytra    |
| S208  | Fjallabaksleið nyrðri | 29,91  | Landmannalaugavegur              | Sprengisandsleið við Sigöldu  | Sx   | Rangárþing ytra, Ásahreppur        |
| 209   | Hrífunesvegur         | 12,43  | Hringvegur                       | Skaftártunguvegur             | T    | Skaftárhreppur                     |
| 210   | Ljótarstaðavegur      | 6,01   | Skaftártunguvegur                | Snæbýli                       | T    | Skaftárhreppur                     |
| LF210 | Fjallabaksleið syðri  | 108,06 | Snæbýli                          | Rangárvallavegur              | L    | Skaftárhreppur, Rangárþing ytra    |
| 211   | Álftaversvegur        | 7,5    | Hringvegur                       | Þykkvabæjarklaustursvegur     | T    | Skaftárhreppur                     |
| 212   | Hryggjavegur          | 8,45   | Álftaversvegur                   | Þykkvabæjarklaustursvegur     | T    | Skaftárhreppur                     |
| 214   | Kerlingardalsvegur    | 16,14  | Hringvegur                       | Þakgil                        | T/L  | Mýrdalshreppur                     |
| 215   | Reynishverfisvegur    | 5,88   | Hringvegur                       | Reynisfjara, bílastæði        | T    | Mýrdalshreppur                     |
| 216   | Þórisholtsvegur       | 0,94   | Reynishverfisvegur við Eyrarland | Þórisholt 2                   | H    | Mýrdalshreppur                     |
| 218   | Dyrhólavegur          | 6,84   | Hringvegur                       | Dyrhólaey, viti               | T    | Mýrdalshreppur                     |
| 219   | Péturseyjarvegur      | 4,04   | Hringvegur vestan Klifanda       | Hringvegur                    | T    | Mýrdalshreppur                     |
| 221   | Sólheimajökulsvegur   | 4,7    | Hringvegur                       | Sólheimajökull                | T    | Mýrdalshreppur                     |
| 222   | Mýrdalsjökulsvegur    | 9,56   | Hringvegur                       | Mýrdalsjökull                 | T    | Mýrdalshreppur                     |
| F223  | Eldgjárvegur          | 1,41   | Fjallabaksleið nyrðri            | Eldgjá                        | L    | Skaftárhreppur                     |
| F224  | Landmannalaugavegur   | 2,4    | Fjallabaksleið nyrðri            | Landmannalaugar               | L    | Rangárþing ytra                    |
| LF225 | Landmannaleið         | 41,14  | Landvegur                        | Fjallabaksleið nyrðri         | L    | Rangárþing ytra                    |
| F228  | Veiðivatnaleið        | 20,95  | Sprengisandsleið                 | Veiðivatnaskáli               | L    | Ásahreppur, Rangárþing ytra        |
| F229  | Jökulheimaleið        | 35,77  | Veiðivatnaleið                   | Jökulheimar                   | L    | Rangárþing ytra, Ásahreppur        |
| F232  | Öldufellsleið         | 35,77  | Hrífunesvegur                    | Fjallabaksleið syðri          | L    | Skaftárhreppur                     |
| F233  | Álftavatnskrókur      | 21,09  | Fjallabaksleið nyrðri            | Fjallabaksleið syðri          | L    | Skaftárhreppur                     |
| F235  | Langisjór             | 24,59  | Fjallabaksleið nyrðri            | Langisjór, bílastæði          | L    | Skaftárhreppur                     |
| 239   | Eldfellsvegur         | 1,36   | Skansinn                         | Bílastæði ofan Viðlagafjöru   | T    | Vestmannaeyjar                     |
| 240   | Stórhöfðavegur        | 3,4    | Hamarsvegur/Höfðavegur           | Stórhöfði                     | T    | Vestmannaeyjar                     |
| 242   | Raufarfellsvegur      | 4,4    | Hringvegur við Kaldaklifsá       | Hringvegur við Svaðbælisá     | T    | Rangárþing eystra                  |
| 243   | Leirnavegur           | 6,29   | Hringvegur við Svaðbælisá        | Hringvegur við Steina         | T    | Rangárþing eystra                  |
| 245   | Hverfisvegur          | 3,59   | Hringvegur við Holt              | Hringvegur við Írá            | T    | Rangárþing eystra                  |
| 246   | Skálavegur            | 5,2    | Hringvegur vestan Holtsár        | Hringvegur austan Hvamms      | T    | Rangárþing eystra                  |
| 247   | Sandhólmavegur        | 10,52  | Hringvegur við Hvamm             | Hringvegur við Heimaland      | T    | Rangárþing eystra                  |
| 248   | Merkurvegur           | 3,44   | Þórsmerkurvegur                  | Stóra-Mörk 2                  | H    | Rangárþing eystra                  |
| 249   | Þórsmerkurvegur       | 21,64  | Hringvegur                       | Jökultungur                   | T/L  | Rangárþing eystra                  |
| F249  | Þórsmerkurvegur       | 9,38   | Jökultungur                      | Bílastæði við Bása            | L    | Rangárþing eystra                  |
| 250   | Dímonarvegur          | 12,1   | Hringvegur                       | Fljótshlíðarvegur             | T    | Rangárþing eystra                  |
| 251   | Hólmabæjavegur        | 10,65  | Hringvegur                       | Bakkavegur                    | T    | Rangárþing eystra                  |
| 252   | Landeyjavegur         | 38,3   | Bakkavegur                       | Hringvegur                    | T    | Rangárþing eystra, Rangárþing ytra |
| 253   | Bakkavegur            | 20,59  | Hringvegur                       | Landeyjahafnarvegur           | T    | Rangárþing eystra                  |
| 254   | Landeyjahafnarvegur   | 11,9   | Hringvegur                       | Landeyjahöfn                  | S    | Rangárþing eystra                  |
| 255   | Akureyjarvegur        | 10,89  | Hringvegur                       | Landeyjavegur                 | T    | Rangárþing eystra                  |
| 261   | Fljótshlíðarvegur     | 25,4   | Hringvegur                       | Fljótsdalsvegur               | S/T  | Rangárþing eystra                  |
| F261  | Emstruleið            | 37,36  | Fljótsdalsvegur                  | Fjallabaksleið syðri Hvanngil | L    | Rangárþing eystra, Rangárþing ytra |
| 262   | Vallarvegur           | 6,84   | Fljótshlíðarvegur                | Árgilsstaðir 2                | H    | Rangárþing eystra                  |
| 264   | Rangárvallavegur      | 27,83  | Hringvegur                       | Hringvegur                    | T    | Rangárþing ytra                    |
| 266   | Oddavegur             | 6,59   | Hringvegur                       | Landeyjavegur                 | T    | Rangárþing ytra                    |
| 267   | Selalækjarvegur       | 2,58   | Hringvegur                       | Selalækur 1                   | H    | Rangárþing ytra                    |
| 268   | Þingskálavegur        | 30,16  | Rangárvallavegur                 | Landvegur                     | T    | Rangárþing ytra                    |
| 271   | Árbæjarvegur          | 12,51  | Hringvegur                       | Landvegur                     | T    | Rangárþing ytra                    |
| 272   | Bjallavegur           | 8,63   | Árbæjarvegur                     | Landvegur                     | T    | Rangárþing ytra                    |
| 273   | Bugavegur             | 5,55   | Hringvegur                       | Kastalabrekka                 | H    | Rangárþing ytra, Ásahreppur        |
| 275   | Ásvegur               | 11,6   | Hringvegur                       | Sandhólaferja                 | H    | Rangárþing ytra, Ásahreppur        |
| 281   | Sumarliðabæjavegur    | 5,46   | Hringvegur                       | Landvegur                     | T    | Ásahreppur, Rangárþing ytra        |
| 282   | Ásmundarstaðavegur    | 3,2    | Hringvegur                       | Ásmundarstaðir 1              | H    | Ásahreppur                         |
| 284   | Heiðarvegur           | 10,59  | Hringvegur                       | Hagabraut                     | T    | Ásahreppur, Rangárþing ytra        |
| 286   | Hagabraut             | 19,52  | Landvegur                        | Landvegur                     | T    | Rangárþing ytra                    |
| 288   | Kálfholtsvegur        | 6,91   | Hringvegur hjá Einbúa            | Hringvegur á Lónsheiði        | T    | Ásahreppur                         |

## 3er Straßen
Diese Liste der 3er-Straßen in Island enthält alle Straßen, deren erste Ziffer der Straßennummer eine 3 ist.
Alle diese Straßen liegen ganz oder zum größten Teil westlich der þjórsá in Südisland.
Es gibt 11 Straßen mit zweistelligen Nummern.
Die Biskupstungnabraut und der Kjalvegur haben die Nummer .
Die Straßen sind zwischen 15 und 168 km lang.
Zusammen sind das 546 km.
Daneben gibt es 59 Straßen mit dreistelligen Nummern von 302 bis 380.
Sie sind zwischen 510 m und 49 km lang.
Zusammen sind das 475 km.
Zusätzlich gibt es 544 mit vierstelligen Nummern zwischen 3001 und 3999.
Sie sind 10 m bis 6,12 km lang.
Zusammen sind das 234 km.
Diese Heraðvegir zu den abgelegenen Höfen sind hier nicht aufgeführt.
| Nr.   | Name                       | Länge  | Anfang                          | Ende                            | Typ  | Gemeinde(n) / Anmerkung                                                                   |
| ----- | -------------------------- | ------ | ------------------------------- | ------------------------------- | ---- | ----------------------------------------------------------------------------------------- |
| S30   | Skeiða- og Hrunamannavegur | 55,99  | Hringvegur                      | Biskupstungnabraut              | S    | Flóahreppur, Skeiða- og Gnúpverjahreppur, Hrunamannahreppur, Bláskógabyggð                |
| S31   | Skálholtsvegur             | 14,63  | Skeiðavegur                     | Biskupstungnabraut              | S    | Skeiða- og Gnúpverjahreppur, Bláskógabyggð                                                |
| S32   | Þjórsárdalsvegur           | 50,92  | Skeiðavegur                     | Sprengisandsleið                | S    | Skeiða- og Gnúpverjahreppur, Rangárþing ytra                                              |
| S33   | Gaulverjabæjarvegur        | 26,22  | Hringvegur                      | Eyrarbakkavegur                 | S    | Sveitarfélagið Árborg, Flóahreppur                                                        |
| S34   | Eyrarbakkavegur            | 23,67  | Hringvegur                      | Þorlákshafnarvegur              | S    | Sveitarfélagið Árborg, Sveitarfélagið Ölfus                                               |
| S35   | Biskupstungnabraut         | 68,53  | Hringvegur                      | Gullfossvegur                   | S    | Sveitarfélagið Árborg, Sveitarfélagið Ölfus, Grímsnes- og Grafningshreppur, Bláskógabyggð |
| Sx35  | Kjalvegur                  | 167,67 | Gullfossvegur                   | Svínvetningabraut               | S/Sx | Bláskógabyggð, Húnavatnshreppur                                                           |
| S36   | Þingvallavegur             | 67,56  | Biskupstungnabraut              | Hringvegur                      | S    | Grímsnes- og Grafningshreppur, Bláskógabyggð, Mosfellsbær, Reykjavík                      |
| S37   | Laugarvatnsvegur           | 36,39  | Biskupstungnabraut              | Biskupstungnabraut              | S    | Grímsnes- og Grafningshreppur, Bláskógabyggð                                              |
| S38   | Þorlákshafnarvegur         | 19,15  | Hringvegur                      | Suðurstrandarvegur              | S    | Hveragerðisbær, Sveitarfélagið Ölfus                                                      |
| S39   | Þrengslavegur              | 15,7   | Hringvegur                      | Þorlákshafnarvegur              | S    | Sveitarfélagið Ölfus                                                                      |
| 302   | Urriðafossvegur            | 7,58   | Hringvegur                      | Villingaholtsvegur              | T    | Flóahreppur                                                                               |
| 303   | Ölvisholtsvegur            | 4,23   | Hringvegur                      | Brúnastaðir 1A                  | H    | Flóahreppur                                                                               |
| 304   | Oddgeirshólavegur          | 4,84   | Hringvegur hjá Hraungerði       | Oddgeirshólar 1                 | H    | Flóahreppur                                                                               |
| 305   | Villingaholtsvegur         | 28,82  | Hringvegur                      | Gaulverjabæjarvegur             | T    | Flóahreppur                                                                               |
| 308   | Hamarsvegur                | 10,83  | Gaulverjabæjarvegur             | Villingaholtsvegur              | T    | Flóahreppur                                                                               |
| 309   | Kolsholtsvegur             | 2,41   | Villingaholtsvegur              | Kolsholtshellir                 | H    | Flóahreppur                                                                               |
| 310   | Votmúlavegur               | 5,29   | Eyrarbakkavegur                 | Gaulverjabæjarvegur             | T    | Sveitarfélagið Árborg                                                                     |
| 311   | Önundarholtsvegur          | 4,9    | Gaulverjabæjarvegur             | Villingaholtsvegur              | T    | Flóahreppur                                                                               |
| 312   | Vorsabæjarvegur í Flóa     | 5,31   | Gaulverjabæjarvegur             | Hamarsvegur                     | T    | Flóahreppur                                                                               |
| 314   | Holtsvegur                 | 9,77   | Gaulverjabæjarvegur             | Gaulverjabæjarvegur             | T    | Flóahreppur, Sveitarfélagið Árborg                                                        |
| 316   | Kaldaðarnesvegur           | 5,54   | Eyrarbakkavegur                 | Kaldaðarnes                     | H    | Sveitarfélagið Árborg                                                                     |
| 318   | Langholtsvegur             | 4,51   | Hringvegur                      | Langholt 2                      | H    | Flóahreppur                                                                               |
| 321   | Skeiðháholtsvegur          | 2,76   | Skeiðavegur                     | Skeiðháholt 3A                  | H    | Skeiða- og Gnúpverjahreppur                                                               |
| 322   | Ólafsvallavegur            | 2,72   | Skeiðavegur                     | Ólafsvallakirkja                | H    | Skeiða- og Gnúpverjahreppur                                                               |
| 324   | Vorsabæjarvegur            | 7,76   | Skeiðavegur                     | Skálholtsvegur                  | T    | Skeiða- og Gnúpverjahreppur                                                               |
| 325   | Gnúpverjavegur             | 10,4   | Þjórsárdalsvegur við Kálfá      | Þjórsárdalsvegur við Þverá      | T    | Skeiða- og Gnúpverjahreppur                                                               |
| 326   | Hælsvegur                  | 3,68   | Gnúpverjavegur                  | Steinsholt 1                    | H    | Skeiða- og Gnúpverjahreppur                                                               |
| 327   | Stangarvegur               | 10,47  | Þjórsárdalsvegur austan Fossár  | Háafossvegur                    | T/L  | Skeiða- og Gnúpverjahreppur                                                               |
| 328   | Stóra-Núpsvegur            | 2,39   | Þjórsárdalsvegur                | Gnúpverjavegur                  | T    | Skeiða- og Gnúpverjahreppur                                                               |
| 329   | Mástunguvegur              | 8,16   | Gnúpverjavegur                  | Laxárdalur 1                    | H    | Skeiða- og Gnúpverjahreppur                                                               |
| 332   | Háafossvegur               | 7,56   | Þjórsárdalsvegur                | Háifoss                         | L    | Skeiða- og Gnúpverjahreppur                                                               |
| 333   | Haukadalsvegur             | 2,11   | Biskupstungnabraut              | Haukadalskirkja                 | T    | Bláskógabyggð                                                                             |
| F333  | Haukadalsvegur             | 10,1   | Haukadalskirkja                 | Skjaldbreiðarvegur              | L    | Bláskógabyggð                                                                             |
| 334   | Gullfossvegur              | 0,72   | Kjalvegur                       | Gullfoss, bílastæði             | T    | Bláskógabyggð                                                                             |
| F335  | Hagavatnsvegur             | 14,44  | Kjalvegur                       | Hagavatn, sæluhús               | L    | Bláskógabyggð                                                                             |
| 336   | Skálpanesvegur             | 8      | Kjalvegur                       | Langjökull, skáli               | T    | Bláskógabyggð                                                                             |
| 337   | Hlöðuvallavegur            | 0,62   | Laugarvatnsvegur                | Miðdalskirkjuvegur              | T    | Bláskógabyggð                                                                             |
| F337  | Hlöðuvallavegur            | 31,92  | Miðdalskirkjuvegur              | Skjaldbreiðarvegur              | L    | Bláskógabyggð                                                                             |
| F338  | Skjaldbreiðarvegur         | 48,66  | Kjalvegur                       | Kaldadalsvegur                  | L    | Bláskógabyggð, Grímsnes- og Grafningshreppur                                              |
| 340   | Auðsholtsvegur             | 10,59  | Hrunamannavegur                 | Auðsholt 4                      | T/H  | Hrunamannahreppur                                                                         |
| 341   | Langholtsvegur             | 7,65   | Flúðir, Melar                   | Auðsholtsvegur                  | T    | Hrunamannahreppur                                                                         |
| 343   | Álfsstétt                  | 0,55   | Eyrarbakkavegur                 | Eyrarbakki, Túngata vestri endi | S/T  | Sveitarfélagið Árborg                                                                     |
| 344   | Hrunavegur                 | 7,74   | Hrunamannavegur við Flúðir      | Hrunamannavegur við Kirkjuskarð | T    | Hrunamannahreppur                                                                         |
| 345   | Kaldbaksvegur              | 8,68   | Hrunavegur                      | Kaldbakur                       | H    | Hrunamannahreppur                                                                         |
| SF347 | Kerlingarfjallavegur       | 16,44  | Kjalvegur                       | Kerlingarfjöll                  | L    | Bláskógabyggð, Hrunamannahreppur                                                          |
| 349   | Tungufellsvegur            | 2,7    | Hrunamannavegur                 | Tungufell 1a                    | H    | Hrunamannahreppur                                                                         |
| 350   | Grafningsvegur neðri       | 12,08  | Biskupstungnabraut              | Grafningsvegur efri             | T    | Sveitarfélagið Ölfus, Grímsnes- og Grafningshreppur                                       |
| 351   | Búrfellsvegur              | 9,21   | Þingvallavegur                  | Biskupstungnabraut              | T    | Grímsnes- og Grafningshreppur                                                             |
| 353   | Kiðjabergsvegur            | 7,87   | Biskupstungnabraut              | Kiðjaberg                       | H    | Grímsnes- og Grafningshreppur                                                             |
| 354   | Sólheimavegur              | 14,67  | Biskupstungnabraut              | Biskupstungnabraut              | T    | Grímsnes- og Grafningshreppur                                                             |
| 355   | Reykjavegur                | 8,01   | Biskupstungnabraut              | Laugarvatnsvegur                | S    | Bláskógabyggð                                                                             |
| 356   | Tjarnarvegur               | 9,09   | Biskupstungnabraut              | Reykjavegur                     | T    | Bláskógabyggð                                                                             |
| 358   | Einholtsvegur              | 14,01  | Bræðratunguvegur                | Hrunamannavegur                 | T    | Bláskógabyggð                                                                             |
| 359   | Bræðratunguvegur           | 7,56   | Hrunamannavegur                 | Biskupstungnabraut              | S    | Hrunamannahreppur, Bláskógabyggð                                                          |
| 360   | Grafningsvegur efri        | 26,7   | Þingvallavegur                  | Þingvallavegur                  | T    | Grímsnes- og Grafningshreppur, Bláskógabyggð                                              |
| 361   | Vallavegur                 | 7,84   | Þingvallavegur, þjónustumiðstöð | Hallvik, bílastæði              | T    | Bláskógabyggð                                                                             |
| 362   | Efrivallavegur             | 1,55   | Vallavegur                      | Vegamót að Þingvallabæ          | T    | Bláskógabyggð                                                                             |
| 363   | Valhallarvegur             | 0,51   | Vallavegur                      | Valhöll                         | T    | Bláskógabyggð                                                                             |
| 364   | Eyjavegur                  | 4,91   | Laugarvatnsvegur                | Austurey 1                      | H    | Bláskógabyggð                                                                             |
| 365   | Lyngdalsheiðarvegur        | 14,36  | Laugarvatnsvegur                | Þingvallavegur                  | S    | Bláskógabyggð, Grímsnes- og Grafningshreppur                                              |
| 366   | Böðmóðsstaðavegur          | 2,52   | Laugarvatnsvegur                | Leynir 1                        | H    | Bláskógabyggð                                                                             |
| 367   | Laugarvatnshellavegur      | 3,45   | Lyngdalsheiðarvegur             | Laugarvatnshellar               | T    | Bláskógabyggð                                                                             |
| 370   | Ölfusvegur                 | 1,69   | Gljúfurárholtsvegur             | Hringvegur                      | T    | Sveitarfélagið Ölfus, Hveragerðisbær                                                      |
| 374   | Hvammsvegur                | 7,24   | Hringvegur við Kögunarhól       | Ölfusvegur                      | T    | Sveitarfélagið Ölfus                                                                      |
| 375   | Arnarbælisvegur            | 4,53   | Hringvegur                      | Ósgerði                         | H    | Sveitarfélagið Ölfus                                                                      |
| 376   | Breiðamörk                 | 1,91   | Hringvegur við Hveragerði       | Reykjakot 3                     | S/H  | Hveragerðisbær, Sveitarfélagið Ölfus                                                      |
| 378   | Skíðaskálavegur            | 2,06   | Hringvegur, við Skíðaskála      | Hringvegur                      | H    | Sveitarfélagið Ölfus                                                                      |
| 379   | Hafnarvegur Þorlákshöfn    | 1      | Þorlákshafnarvegur              | Ferjuhöfn                       | S    | Sveitarfélagið Ölfus                                                                      |
| 380   | Hlíðarendavegur            | 5,43   | Þrengslavegur                   | Hlíðarendi                      | H    | Sveitarfélagið Ölfus                                                                      |

## 4er Straßen
Die Liste der 4er-Straßen in Island enthält alle Straßen in Island deren erste Ziffer der Straßennummer eine 4 ist.
Alle diese Straßen liegen ganz oder zum größten Teil im  Südwesten der Insel.
Es gibt 9 Straßen mit zweistelligen Nummern.
Sie sind zwischen 1,72 und 61 km lang.
Zusammen sind das 239 km.
Daneben gibt es 18 Straßen mit dreistelligen Nummern von 402 bis 470.
Sie sind zwischen 300 m und 57 km lang.
Zusammen sind das 239 km.
Zusätzlich gibt es 134 mit vierstelligen Nummern zwischen 4106 und 4898.
Sie sind 10 m bis 4,41 km lang.
Zusammen sind das 73 km.
Diese Heraðvegir zu abgelegenen Höfen sind nicht aufgeführt.
| Nr.  | Name                      | Länge | Anfang                          | Ende                           | Typ | Gemeinde(n) / Anmerkung                                                                          |
| ---- | ------------------------- | ----- | ------------------------------- | ------------------------------ | --- | ------------------------------------------------------------------------------------------------ |
| S40  | Hafnarfjarðarvegur        | 9,4   | Reykjanesbraut, Sæbraut         | Reykjanesbraut                 | S   | Reykjavík, Kópavogur, Garðabær, Hafnarfjörður                                                    |
| S41  | Reykjanesbraut            | 53,5  | Hafnarfjarðarvegur              | Flugstöð, brottför B           | S   | Reykjavík, Kópavogur, Garðabær, Hafnarfjörður, Sveitarfélagið Vogar, Reykjanesbær, Suðurnesjabær |
| T42  | Krýsuvíkurvegur           | 26,57 | Reykjanesbraut                  | Suðurstrandarvegur             | T   | Hafnarfjörður, Grindavíkurbær                                                                    |
| S43  | Grindavíkurvegur          | 14,12 | Reykjanesbraut                  | Hafnarsvæði                    | S   | Sveitarfélagið Vogar, Reykjanesbær, Grindavíkurbær                                               |
| 44   | Hafnavegur                | 8,8   | Reykjanesbraut                  | Hafnir, Seljavogur             | S   | Reykjanesbær                                                                                     |
| 45   | Garðskagavegur            | 30,88 | Reykjanesbraut                  | Hafnavegur                     | S/T | Suðurnesjabær, Reykjanesbær                                                                      |
| 46   | Helguvíkurvegur           | 1,72  | Garðskagavegur                  | Helguvík, hafnarsvæði          | S   | Reykjanesbær, Suðurnesjabær                                                                      |
| S47  | Hvalfjarðarvegur          | 60,59 | Hringvegur                      | Hringvegur                     | S   | Reykjavík, Kjósarhreppur, Hvalfjarðarsveit                                                       |
| 48   | Kjósarskarðsvegur         | 22,03 | Hvalfjarðarvegur                | Þingvallavegur                 | T   | Kjósarhreppur, Bláskógabyggð                                                                     |
| S49  | Nesbraut                  | 10,89 | Hringvegur                      | Seltjarnarnes, Suðurströnd     | S   | Reykjavík, Seltjarnarnes                                                                         |
| 402  | Leiðarendavegur           | 6,1   | Krýsuvíkurvegur                 | Leiðarendi, bílastæði          | T   | Hafnarfjörður, Garðabær                                                                          |
| 411  | Arnarnesvegur             | 4,29  | Hafnarfjarðarvegur, miðja brúar | Rjúpnavegur                    | S   | Garðabær, Kópavogur                                                                              |
| 413  | Breiðholtsbraut           | 4,48  | Hringvegur                      | Reykjanesbraut                 | S   | Reykjavík                                                                                        |
| 414  | Flugvallarvegur Reykjavík | 1,04  | Nesbraut                        | Reykjavíkurflugvöllur          | S   | Reykjavík                                                                                        |
| 416  | Bessastaðavegur           | 0,69  | Álftanesvegur                   | Bessastaðir                    | T   | Garðabær                                                                                         |
| 417  | Bláfjallavegur            | 8,41  | Hringvegur                      | Rauðuhnúkar                    | T   | Kópavogur, Reykjavík                                                                             |
| 417  | Bláfjallaleið             | 4,3   | Rauðuhnúkar                     | Suðurgil, Ármannsskáli         | T   | Reykjavík, Kópavogur                                                                             |
| 418  | Bústaðavegur              | 1,8   | Hafnarfjarðarvegur              | Gamla Hringbraut               | S   | Reykjavík                                                                                        |
| 420  | Vatnsleysustrandarvegur   | 11,31 | Reykjanesbraut                  | Vogavegur                      | T   | Sveitarfélagið Vogar                                                                             |
| 421  | Vogavegur                 | 1,6   | Reykjanesbraut                  | Vogar, Vatnsleysustrandarvegur | S   | Sveitarfélagið Vogar                                                                             |
| 423  | Miðnesheiðarvegur         | 1,66  | Garðskagavegur                  | Sandgerðisvegur                | S   | Reykjanesbær, Suðurnesjabær                                                                      |
| 424  | Keflavíkurvegur           | 3,46  | Reykjanesbraut                  | Hafnarsvæði, Njarðvík          | S   | Reykjanesbær                                                                                     |
| 425  | Nesvegur                  | 26,72 | Hafnavegur                      | Grindavíkurvegur               | T   | Reykjanesbær, Grindavíkurbær                                                                     |
| 426  | Bláalónsvegur             | 7,1   | Grindavíkurvegur                | Nesvegur                       | T   | Grindavíkurbær                                                                                   |
| S427 | Suðurstrandarvegur        | 56,87 | Grindavíkurvegur                | Þorlákshafnarvegur             | S   | Grindavíkurbær, Hafnarfjörður, Sveitarfélagið Ölfus                                              |
| 428  | Vigdísarvallavegur        | 23,8  | Krýsuvíkurvegur                 | Suðurstrandarvegur             | L   | Grindavíkurbær                                                                                   |
| 429  | Sandgerðisvegur           | 6,43  | Reykjanesbraut                  | Garðskagavegur, Suðurgata      | S   | Suðurnesjabær                                                                                    |
| 431  | Hafravatnsvegur           | 6,49  | Nesjavallaleið                  | Reykjavegur                    | T   | Mosfellsbær, Reykjavík                                                                           |
| 434  | Skálafellsvegur           | 3,62  | Þingvallavegur                  | Skíðasvæði við Skálafell       | T   | Reykjavík                                                                                        |
| 435  | Nesjavallaleið            | 27,38 | Hringvegur                      | Grafningsvegur efri            | T   | Mosfellsbær, Sveitarfélagið Ölfus, Grímsnes- og Grafningshreppur                                 |
| 443  | Reykjanesvitavegur        | 3,91  | Nesvegur                        | Reykjanesviti, bílastæði       | T   | Reykjanesbær                                                                                     |
| 453  | Sundagarðar               | 0,56  | Reykjanesbraut, Sæbraut         | Eimskip                        | S   | Reykjavík                                                                                        |
| 454  | Holtavegur                | 0,3   | Reykjanesbraut, Sæbraut         | Holtabakki                     | S   | Reykjavík                                                                                        |
| 455  | Ánanaust                  | 0,41  | Nesbraut                        | Grandagarður                   | S   | Reykjavík                                                                                        |
| 458  | Brautarholtsvegur         | 2,94  | Hringvegur                      | Brautarholt 11, Kjal           | S/H | Reykjavík                                                                                        |
| 460  | Eyrarfjallsvegur          | 11,16 | Hvalfjarðarvegur hjá Kiðafelli  | Hvalfjarðarvegur hjá Felli     | T   | Reykjavík, Kjósarhreppur                                                                         |
| 461  | Meðalfellsvegur           | 10,64 | Hvalfjarðarvegur                | Kjósarskarðsvegur              | T   | Kjósarhreppur                                                                                    |
| 470  | Fjarðarbraut              | 1,1   | Ástorg                          | Hafnarsvæði                    | S   | Hafnarfjörður                                                                                    |

## 5er Straßen
Die Liste der 5er-Straßen in Island enthält alle Straßen deren erste Ziffer der Straßennummer eine 5 ist.
Diese Straßen liegen ganz oder zum größten Teil im Westen des Landes.
Es gibt 8 Straßen mit zweistelligen Nummern.
Sie sind zwischen 11 und 229 km lang.
Zusammen sind das 447 km.
Daneben gibt es 66 Straßen mit dreistelligen Nummern von 501 bis 594.
Sie sind zwischen 170 m und 83 km lang.
Zusammen sind das 904 km.
Zusätzlich gibt es 503 mit vierstelligen Nummern zwischen 5001 und 5990.
Sie sind 10 m bis 8,66 km lang.
Zusammen sind das 351 km.
Diese Heraðvegir zu abgelegenen Höfen sind hier nicht aufgeführt.
| Nr.  | Name                   | Länge  | Anfang                                | Ende                               | Typ | Gemeinde(n) / Anmerkung                                                                             |
| ---- | ---------------------- | ------ | ------------------------------------- | ---------------------------------- | --- | --------------------------------------------------------------------------------------------------- |
| S50  | Borgarfjarðarbraut     | 49,32  | Hringvegur                            | Hringvegur                         | S   | Borgarbyggð, Skorradalshreppur                                                                      |
| 51   | Akrafjallsvegur        | 18,4   | Hringvegur                            | Hringvegur                         | S   | Hvalfjarðarsveit, Akranes                                                                           |
| S52  | Uxahryggjavegur        | 60,21  | Borgarfjarðarbraut                    | Þingvallavegur                     | S/T | Borgarbyggð, Bláskógabyggð                                                                          |
| S54  | Snæfellsnesvegur       | 229,37 | Hringvegur                            | Vestfjarðavegur                    | S   | Borgarbyggð, Eyja- og Miklaholtshreppur, Snæfellsbær, Grundarfjarðarbær, Helgafellssveit, Dalabyggð |
| 55   | Heydalsvegur           | 26,36  | Snæfellsnesvegur                      | Snæfellsnesvegur                   | T   | Borgarbyggð, Dalabyggð                                                                              |
| 56   | Vatnaleið              | 16,4   | Snæfellsnesvegur                      | Snæfellsnesvegur                   | S   | Eyja- og Miklaholtshreppur, Helgafellssveit                                                         |
| 58   | Stykkishólmsvegur      | 10,55  | Snæfellsnesvegur                      | Ferjubryggja                       | S   | Helgafellssveit, Stykkishólmsbær                                                                    |
| 59   | Laxárdalsvegur         | 35,93  | Vestfjarðavegur                       | Innstrandavegur                    | T   | Dalabyggð, Húnaþing vestra                                                                          |
| 501  | Innra-Hólmsvegur       | 3,52   | Innnesvegur                           | Innri-Hólmur                       | H   | Hvalfjarðarsveit                                                                                    |
| 502  | Svínadalsvegur         | 14,82  | Hvalfjarðarvegur                      | Dragavegur                         | T   | Hvalfjarðarsveit                                                                                    |
| 503  | Innnesvegur            | 3,23   | Akrafjallsvegur                       | Akranes, Leynisbraut               | T   | Hvalfjarðarsveit                                                                                    |
| 504  | Leirársveitarvegur     | 6,6    | Hringvegur                            | Svínadalsvegur                     | T   | Hvalfjarðarsveit                                                                                    |
| 505  | Melasveitarvegur       | 11,66  | Hringvegur hjá Skorholti              | Hringvegur hjá Belgsholti          | T   | Hvalfjarðarsveit                                                                                    |
| 506  | Grundartangavegur      | 2,46   | Hringvegur                            | Hafnarsvæði                        | S   | Hvalfjarðarsveit                                                                                    |
| 507  | Mófellsstaðavegur      | 6,78   | Borgarfjarðarbraut                    | Dragavegur                         | T   | Skorradalshreppur                                                                                   |
| 508  | Skorradalsvegur        | 24,54  | Borgarfjarðarbraut                    | Fitjar-Smalagerði                  | T   | Borgarbyggð, Skorradalshreppur                                                                      |
| F508 | Skorradalsvegur        | 9,49   | Fitjar                                | Uxahryggjavegur                    | L   | Skorradalshreppur, Borgarbyggð                                                                      |
| 509  | Akranesvegur           | 2,7    | Akrafjallsvegur                       | Akranes, hafnarsvæði               | S   | Akranes                                                                                             |
| 510  | Hvítárvallavegur       | 10,03  | Hringvegur                            | Borgarfjarðarbraut                 | T   | Borgarbyggð                                                                                         |
| 511  | Hvanneyrarvegur        | 2,05   | Borgarfjarðarbraut                    | Hvanneyri, Túngata                 | S   | Borgarbyggð                                                                                         |
| 512  | Lundarreykjadalsvegur  | 15,04  | Borgarfjarðarbraut                    | Uxahryggjavegur                    | T   | Borgarbyggð                                                                                         |
| 513  | Bæjarsveitarvegur      | 2,45   | Borgarfjarðarbraut                    | Laugarholt                         | H   | Borgarbyggð                                                                                         |
| 514  | Hvítárbakkavegur       | 4,05   | Bæjarsveitarvegur                     | Hvítárbakki 1                      | H   | Borgarbyggð                                                                                         |
| 515  | Flókadalsvegur         | 14,64  | Borgarfjarðarbraut norðan Varmalækjar | Borgarfjarðarbraut hjá Litlakroppi | T   | Borgarbyggð                                                                                         |
| 517  | Reykdælavegur          | 8,37   | Borgarfjarðarbraut                    | Reykholtsdalsvegur                 | T   | Borgarbyggð                                                                                         |
| 518  | Hálsasveitarvegur      | 31,01  | Borgarfjarðarbraut                    | Kaldadalsvegur                     | S   | Borgarbyggð                                                                                         |
| 519  | Reykholtsdalsvegur     | 13,9   | Hálsasveitarvegur hjá Úlfsstöðum      | Hvítársíðuvegur                    | T   | Borgarbyggð                                                                                         |
| 520  | Dragavegur             | 24,15  | Hvalfjarðarvegur                      | Uxahryggjavegur                    | T   | Hvalfjarðarsveit, Skorradalshreppur, Borgarbyggð                                                    |
| 522  | Þverárhlíðarvegur      | 19,91  | Borgarfjarðarbraut                    | Borgarfjarðarbraut                 | T   | Borgarbyggð                                                                                         |
| 523  | Hvítársíðuvegur        | 35,44  | Þverárhlíðarvegur                     | Kaldadalsvegur                     | T   | Borgarbyggð                                                                                         |
| 526  | Stafholtsvegur         | 5,25   | Borgarfjarðarbraut                    | Melkot                             | H   | Borgarbyggð                                                                                         |
| 527  | Varmalandsvegur        | 2,47   | Borgarfjarðarbraut                    | Varmalandsskóli                    | H   | Borgarbyggð                                                                                         |
| 528  | Norðurárdalsvegur      | 16,46  | Hringvegur                            | Hringvegur                         | T   | Borgarbyggð                                                                                         |
| 530  | Ferjubakkavegur        | 5,49   | Hringvegur                            | Hvítárvallavegur                   | T   | Borgarbyggð                                                                                         |
| 532  | Rauðanesvegur          | 4,78   | Snæfellsnesvegur                      | Rauðanes 1                         | H   | Borgarbyggð                                                                                         |
| 533  | Álftaneshreppsvegur    | 30,74  | Snæfellsnesvegur                      | Snæfellsnesvegur                   | T   | Borgarbyggð                                                                                         |
| 534  | Álftanesvegur          | 6,31   | Álftaneshreppsvegur                   | Álftanes                           | H   | Borgarbyggð                                                                                         |
| 535  | Grímsstaðavegur        | 11,98  | Snæfellsnesvegur                      | Grímsstaðir                        | H   | Borgarbyggð                                                                                         |
| 536  | Stangarholtsvegur      | 8,74   | Snæfellsnesvegur                      | Stangarholt                        | H   | Borgarbyggð                                                                                         |
| 537  | Skíðsholtsvegur        | 11,36  | Snæfellsnesvegur                      | Skíðsholt                          | H   | Borgarbyggð                                                                                         |
| 539  | Hítardalsvegur         | 22,69  | Snæfellsnesvegur                      | Hítarvatn                          | T/L | Borgarbyggð                                                                                         |
| 540  | Hraunhreppsvegur       | 33,69  | Snæfellsnesvegur                      | Álftaneshreppsvegur                | T   | Borgarbyggð                                                                                         |
| S550 | Kaldadalsvegur         | 39,95  | Uxahryggjavegur                       | Hálsasveitarvegur, Húsafell        | Sx  | Bláskógabyggð, Borgarbyggð                                                                          |
| 551  | Langjökulsvegur        | 7,72   | Kaldadalsvegur                        | Langjökull, jökulrönd              | T   | Borgarbyggð                                                                                         |
| 552  | Barnafossvegur         | 0,17   | Hálsasveitarvegur                     | Barnafoss                          | T   | Borgarbyggð                                                                                         |
| 553  | Langavatnsvegur        | 15,97  | Hringvegur hjá Svignaskarði           | Langavatn                          | T/L | Borgarbyggð                                                                                         |
| 555  | Deildartunguvegur      | 0,61   | Borgarfjarðarbraut                    | Deildartunguhver                   | T   | Borgarbyggð                                                                                         |
| 558  | Berserkjahraunsvegur   | 10,34  | Snæfellsnesvegur n. Grákúlu           | Snæfellsnesvegur v. Hraunsfjarðar  | L   | Helgafellssveit, Grundarfjarðarbær                                                                  |
| 566  | Hítarnesvegur          | 6,79   | Snæfellsnesvegur                      | Hítarnes                           | H   | Borgarbyggð                                                                                         |
| 567  | Kolviðarnesvegur       | 5,58   | Snæfellsnesvegur                      | Kolviðarnes                        | H   | Eyja- og Miklaholtshreppur                                                                          |
| 568  | Skógarnesvegur         | 6,6    | Snæfellsnesvegur                      | Syðra-Skógarnes                    | H   | Eyja- og Miklaholtshreppur                                                                          |
| 570  | Jökulhálsleið          | 18,63  | Útnesvegur hjá Ólafsvík               | Útnesvegur                         | L   | Snæfellsbær                                                                                         |
| 571  | Ölkelduvegur           | 0,55   | Snæfellsnesvegur                      | Ölkelda 2                          | H   | Snæfellsbær                                                                                         |
| 572  | Dritvíkurvegur         | 2,09   | Útnesvegur í Beruvíkurhrauni          | Djúpalón                           | T   | Snæfellsbær                                                                                         |
| 573  | Rifshafnarvegur        | 0,48   | Útnesvegur                            | Rifshöfn                           | S   | Snæfellsbær                                                                                         |
| T574 | Útnesvegur             | 66,86  | Snæfellsnesvegur                      | Snæfellsnesvegur                   | S/T | Snæfellsbær                                                                                         |
| F575 | Eysteinsdalsleið       | 11,6   | Jökulhálsleið                         | Útnesvegur                         | L   | Snæfellsbær                                                                                         |
| 576  | Framsveitarvegur       | 10,2   | Snæfellsnesvegur                      | Nýjabúð                            | H   | Grundarfjarðarbær                                                                                   |
| 577  | Helgafellssveitarvegur | 11,42  | Snæfellsnesvegur hjá Gríshólsá        | Snæfellsnesvegur í Berserkjahrauni | T   | Helgafellssveit                                                                                     |
| 578  | Arnarvatnsvegur        | 8,09   | Hvítársíðuvegur, Kalmanstunga         | Bílastæði við Stefánshelli         | T   | Borgarbyggð                                                                                         |
| F578 | Arnarvatnsvegur        | 36,61  | Bílastæði við Stefánshelli            | Arnarvatn, hús                     | L   | Borgarbyggð, Húnaþing vestra                                                                        |
| 578  | Arnarvatnsvegur        | 36,5   | Arnarvatn, hús                        | Miðfjarðarvegur                    | L   | Húnaþing vestra                                                                                     |
| 579  | Öndverðarnesvegur      | 6,95   | Útnesvegur                            | Öndverðarnes                       | T   | Snæfellsbær                                                                                         |
| 580  | Hörðudalsvegur vestri  | 1,74   | Snæfellsnesvegur                      | Bjarmal. Geitastekkur              | H   | Dalabyggð                                                                                           |
| 581  | Hörðudalsvegur eystri  | 8,08   | Snæfellsnesvegur                      | Seljaland                          | H   | Dalabyggð                                                                                           |
| 582  | Hálsbæjavegur          | 12,19  | Vestfjarðavegur                       | Snæfellsnesvegur                   | T   | Dalabyggð                                                                                           |
| 585  | Hlíðarvegur            | 8,82   | Vestfjarðavegur hjá Fellsenda         | Vestfjarðavegur n. Tunguár         | T   | Dalabyggð                                                                                           |
| 586  | Haukadalsvegur         | 15,12  | Vestfjarðavegur                       | Smyrlahóll                         | T   | Dalabyggð                                                                                           |
| F586 | Haukadalsskarðsvegur   | 19,83  | Smyrlahóll                            | Hringvegur                         | L   | Dalabyggð, Húnaþing vestra                                                                          |
| 587  | Hjarðarholtsvegur      | 8,74   | Vestfjarðavegur                       | Hróðnýjarstaðir                    | H   | Dalabyggð                                                                                           |
| 589  | Sælingsdalsvegur       | 2,55   | Vestfjarðavegur                       | Laugaskóli                         | H   | Dalabyggð                                                                                           |
| 590  | Klofningsvegur         | 83,29  | Vestfjarðavegur                       | Vestfjarðavegur                    | T   | Dalabyggð                                                                                           |
| 593  | Orrahólsvegur          | 7,62   | Klofningsvegur                        | Orrahóll                           | H   | Dalabyggð                                                                                           |
| 594  | Staðarhólsvegur        | 5,31   | Klofningsvegur                        | Kjarlaksvellir                     | H   | Dalabyggð                                                                                           |

## 6er Straßen
Diese Liste der 6er-Straßen enthält Straßen deren Nummer mit 6 beginnt.
Sie liegen ganz oder zum größten Teil in den Westfjorden.

Es gibt 9 Straßen mit zweistelligen Nummern.
Sie sind zwischen 520 m und 306 km lang.
Zusammen sind das 849 km.
Daneben gibt es 40 Straßen mit dreistelligen Nummern von 501 bis 594.
Sie sind zwischen 120 m und 93 km lang.
Zusammen sind das 574 km.
Zusätzlich gibt es 174 mit vierstelligen Nummern zwischen 5001 und 5990.
Sie sind 10 m bis 9,99 km lang.
Zusammen sind das 133 km.
Diese Heraðvegir zu abgelegenen Höfen sind hier nicht aufgeführt.
| Nr.  | Name                      | Länge  | Anfang                    | Ende                       | Typ   | Gemeinde(n) / Anmerkung                                                                 |
| ---- | ------------------------- | ------ | ------------------------- | -------------------------- | ----- | --------------------------------------------------------------------------------------- |
| S60  | Vestfjarðavegur           | 305,51 | Hringvegur                | Djúpvegur                  | S     | Borgarbyggð, Dalabyggð, Reykhólahreppur, Vesturbyggð, Ísafjarðarbær                     |
| S61  | Djúpvegur                 | 266,22 | Vestfjarðavegur           | Hafnarsvæði, Búðarkantur   | S     | Reykhólahreppur, Strandabyggð, Súðavíkurhreppur, Ísafjarðarbær, Bolungarvíkurkaupstaður |
| S62  | Barðastrandarvegur        | 59,93  | Vestfjarðavegur           | Patreksfjörður, Aðalstræti | S     | Vesturbyggð                                                                             |
| S63  | Bíldudalsvegur            | 62,87  | Barðastrandarvegur        | Vestfjarðavegur            | S     | Vesturbyggð, Tálknafjarðarhreppur                                                       |
| 64   | Flateyrarvegur            | 6,8    | Vestfjarðavegur           | Flateyri, Tjarnargata      | S     | Ísafjarðarbær                                                                           |
| 65   | Súgandafjarðarvegur       | 17,24  | Vestfjarðavegur           | Staðarkirkja               | S/H   | Ísafjarðarbær                                                                           |
| LF66 | Kollafjarðarheiði         | 24,95  | Vestfjarðavegur           | Djúpvegur                  | L     | Reykhólahreppur, Strandabyggð                                                           |
| 67   | Hólmavíkurvegur           | 0,52   | Djúpvegur                 | Höfðatún                   | S     | Strandabyggð                                                                            |
| S68  | Innstrandavegur           | 104,63 | Hringvegur                | Djúpvegur                  | S     | Húnaþing vestra, Strandabyggð                                                           |
| 602  | Garpsdalsvegur            | 4,56   | Vestfjarðavegur           | Garpsdalskirkja            | H     | Reykhólahreppur                                                                         |
| 605  | Geiradalsvegur            | 2,94   | Vestfjarðavegur           | Djúpvegur                  | T     | Reykhólahreppur                                                                         |
| 606  | Karlseyjarvegur           | 2,76   | Reykhólasveitarvegur      | Saltverksmiðja             | S/H   | Reykhólahreppur                                                                         |
| 607  | Reykhólasveitarvegur      | 21,77  | Vestfjarðavegur           | Árbær                      | S/H   | Reykhólahreppur                                                                         |
| 608  | Þorskafjarðarvegur        | 22,69  | Vestfjarðavegur           | Djúpvegur                  | T     | Reykhólahreppur, Strandabyggð                                                           |
| 610  | Brjánslækjarvegur         | 0,38   | Barðastrandarvegur        | Brjánslækur, ferjubryggja  | T     | Vesturbyggð                                                                             |
| 612  | Örlygshafnarvegur         | 46,27  | Barðastrandarvegur        | Bjargtangar                | T     | Vesturbyggð                                                                             |
| 614  | Rauðasandsvegur           | 9,71   | Örlygshafnarvegur         | Melanesvegur               | H     | Vesturbyggð                                                                             |
| 615  | Kollsvíkurvegur           | 19,95  | Örlygshafnarvegur         | Láginúpur                  | H     | Vesturbyggð                                                                             |
| 617  | Tálknafjarðarvegur        | 10,09  | Bíldudalsvegur            | Kvígindisfell, vegamót     | S/H   | Tálknafjarðarhreppur                                                                    |
| 619  | Ketildalavegur            | 25,2   | Bíldudalsvegur            | Selárdalur                 | S/T/L | Vesturbyggð                                                                             |
| 620  | Flugvallarvegur Bíldudal  | 0,26   | Bíldudalsvegur            | Flugvöllur                 | T     | Vesturbyggð                                                                             |
| 621  | Dynjandavegur             | 0,89   | Vestfjarðavegur           | Dynjandi, bílastæði        | T     | Ísafjarðarbær                                                                           |
| 622  | Þingeyrarvegur            | 8,77   | Vestfjarðavegur           | Þingeyri, Hafnargata       | S     | Ísafjarðarbær                                                                           |
| 622  | Svalvogavegur             | 29,58  | Þingeyri, Hafnargata      | Aðalból                    | S/T/L | Ísafjarðarbær                                                                           |
| 623  | Flugvallarvegur Dýrafirði | 0,12   | Svalvogavegur             | Flugvöllur                 | S     | Ísafjarðarbær                                                                           |
| 624  | Ingjaldssandsvegur        | 27,64  | Vestfjarðavegur           | Sæból 2 lóð 1              | T/H   | Ísafjarðarbær                                                                           |
| 625  | Valþjófsdalsvegur         | 7,28   | Vestfjarðavegur           | Kirkjuból 1 og 2           | H     | Ísafjarðarbær                                                                           |
| 626  | Hrafnseyrarvegur          | 30,82  | Vestfjarðavegur           | Þingeyrarvegur             | T/L   | Ísafjarðarbær                                                                           |
| 627  | Önundarfjarðarvegur       | 8,79   | Vestfjarðavegur           | Vestfjarðavegur            | T     | Ísafjarðarbær                                                                           |
| 628  | Hjarðardalsvegur          | 2,14   | Vestfjarðavegur           | Hjarðardalur-fremri        | H     | Ísafjarðarbær                                                                           |
| 629  | Syðradalsvegur            | 3,5    | Djúpvegur í Bolungarvík   | Hanhóll                    | H     | Bolungarvíkurkaupstaður                                                                 |
| 630  | Skálavíkurvegur           | 11,2   | Bolungarvík, Stigahlíð    | Skálavík                   | L     | Bolungarvíkurkaupstaður                                                                 |
| 631  | Flugvallarvegur Ísafirði  | 0,28   | Djúpvegur                 | Flugvöllur                 | S     | Ísafjarðarbær                                                                           |
| 632  | Laugardalsvegur           | 5,11   | Djúpvegur                 | Laugaból                   | H     | Súðavíkurhreppur                                                                        |
| 633  | Mjóafjarðarvegur          | 37,51  | Djúpvegur, við Vatnsfjörð | Djúpvegur                  | T     | Súðavíkurhreppur                                                                        |
| 634  | Reykjanesvegur            | 0,4    | Djúpvegur                 | Reykjanesskóli             | H     | Súðavíkurhreppur                                                                        |
| 635  | Snæfjallastrandarvegur    | 40,49  | Djúpvegur                 | Unaðsdalskirkja            | H     | Strandabyggð, Ísafjarðarbær                                                             |
| 636  | Hafnarvegur Ísafirði      | 0,85   | Djúpvegur, um Pollgötu    | Sindragata, um Njarðarsund | S     | Ísafjarðarbær                                                                           |
| 637  | Seljalandsdalsvegur       | 3,4    | Vegamót innan Engis       | Skíðaskáli                 | T     | Ísafjarðarbær                                                                           |
| 638  | Laugalandsvegur           | 3,44   | Snæfjallastrandarvegur    | Laugaland                  | H     | Strandabyggð                                                                            |
| 639  | Skutulsfjarðarvegur       | 2,71   | Djúpvegur                 | Djúpvegur á Hauganesi      | T     | Ísafjarðarbær                                                                           |
| 640  | Borðeyrarvegur            | 0,64   | Innstrandavegur           | Borðeyri, kaupfélagið      | H     | Húnaþing vestra                                                                         |
| 641  | Krossárdalsvegur          | 4,23   | Innstrandavegur           | Einfætingsgil              | H     | Strandabyggð                                                                            |
| 643  | Strandavegur              | 93,23  | Djúpvegur                 | Bergistangi                | T/H   | Strandabyggð, Kaldrananeshreppur, Árnes                                                 |
| 645  | Drangsnesvegur            | 33,77  | Strandavegur              | Strandavegur               | T     | Kaldrananeshreppur                                                                      |
| 646  | Flugvallarvegur Gjögri    | 1,7    | Strandavegur              | Flugvöllur                 | T     | Árnes                                                                                   |
| 649  | Ófeigsfjarðarvegur        | 4,04   | Strandavegur              | Eyri í Ingólfsfirði        | L     | Árnes                                                                                   |
| F649 | Ófeigsfjarðarvegur        | 15,79  | Eyri í Ingólfsfirði       | Hvalá, göngubrú            | L     | Árnes                                                                                   |
| 690  | Steinadalsvegur           | 28,8   | Vestfjarðavegur           | Innstrandavegur            | T/L   | Dalabyggð, Strandabyggð                                                                 |

## 7er Straßen
Diese Liste der 7er-Straßen in Island enthält Straßen deren Nummer mit 7 beginnt.
Sie liegen ganz oder zum größten Teil im Nordwesten von Island.
Es gibt 5 Straßen mit zweistelligen Nummern.
Sie sind zwischen 1,35 und 118 km lang.
Zusammen sind das 185 km.
Daneben gibt es 57 Straßen mit dreistelligen Nummern von 701 bis 793.
Sie sind zwischen 340 m und 83 km lang.
Zusammen sind das 9284 km.
Zusätzlich gibt es 504 mit vierstelligen Nummern zwischen 7001 und 7900.
Sie sind 10 m bis 9,46 km lang.
Zusammen sind das 277 km.
Diese Heraðvegir zu abgelegenen Höfen sind hier nicht aufgeführt.
| Nr.  | Name                        | Länge   | Anfang                               | Ende                                   | Typ | Gemeinde(n) / Anmerkung                                                    |
| ---- | --------------------------- | ------- | ------------------------------------ | -------------------------------------- | --- | -------------------------------------------------------------------------- |
| 72   | Hvammstangavegur            | 5,85    | Hringvegur                           | Hvammstangi, Klapparstígur             | S   | Húnaþing vestra                                                            |
| 73   | Þverárfjallsvegur           | 0066,86 | Hringvegur                           | Sauðárkróksbraut                       | S   | Norðurland vestra                                                          |
| 74   | Skagastrandarvegur          | 21,38   | Hringvegur                           | Vesturgarður, hafnarsvæði              | S   | Blönduós, Skagabyggð, Skagaströnd                                          |
| S75  | Sauðárkróksbraut            | 37,98   | Hringvegur                           | Siglufjarðarvegur                      | S   | Sveitarfélagið Skagafjörður                                                |
| S76  | Siglufjarðarvegur           | 118,3   | Hringvegur                           | Ólafsfjarðarvegur                      | S   | Akrahreppur, Sveitarfélagið Skagafjörður, Fjallabyggð                      |
| 77   | Hofsósbraut                 | 1,35    | Siglufjarðarvegur                    | Hofsós, Lindargata                     | S/T | Sveitarfélagið Skagafjörður                                                |
| 701  | Hrútatunguvegur             | 5,58    | Hringvegur við Brú                   | Hringvegur við Stað                    | T   | Húnaþing vestra                                                            |
| 702  | Heggstaðanesvegur           | 17,23   | Hringvegur                           | Hringvegur                             | T   | Húnaþing vestra                                                            |
| 703  | Hálsabæjavegur              | 5,82    | Hringvegur                           | Miðfjarðarvegur                        | T   | Húnaþing vestra                                                            |
| 704  | Miðfjarðarvegur             | 36      | Hringvegur                           | Hringvegur                             | T   | Húnaþing vestra                                                            |
| 705  | Vesturárdalsvegur           | 9,19    | Miðfjarðarvegur                      | Skeggjastaðir                          | H   | Húnaþing vestra                                                            |
| 706  | Núpsdalsvegur               | 6,17    | Miðfjarðarvegur                      | Efri-Núpur                             | H   | Húnaþing vestra                                                            |
| 711  | Vatnsnesvegur               | 76,62   | Hvammstangi, Klapparstígur           | Hringvegur                             | T   | Húnaþing vestra                                                            |
| 712  | Þorgrímsstaðavegur          | 11,66   | Vatnsnesvegur                        | Katadalur                              | H   | Húnaþing vestra                                                            |
| 713  | Hvítserksvegur              | 0,49    | Vatnsnesvegur                        | Hvítserkur, Parkplatz                  | T   | Húnaþing vestra                                                            |
| 714  | Fitjavegur                  | 15,09   | Hringvegur                           | Miðfjarðarvegur                        | T   | Húnaþing vestra                                                            |
| 715  | Víðidalsvegur               | 13,08   | Hringvegur                           | Hringvegur                             | T   | Húnaþing vestra                                                            |
| 716  | Síðuvegur                   | 5,76    | Hringvegur                           | Vatnsnesvegur                          | T   | Húnaþing vestra                                                            |
| 717  | Borgarvegur                 | 13,42   | Síðuvegur                            | Vatnsnesvegur                          | T   | Húnaþing vestra                                                            |
| 721  | Þingeyravegur               | 5,96    | Hringvegur                           | Þingeyrar                              | H   | Húnavatnshreppur                                                           |
| 722  | Vatnsdalsvegur              | 46,51   | Hringvegur                           | Hringvegur                             | T   | Húnavatnshreppur                                                           |
| 724  | Reykjabraut                 | 12,84   | Hringvegur                           | Svínvetningabraut                      | T   | Húnavatnshreppur                                                           |
| 725  | Miðásavegur                 | 3,45    | Hringvegur                           | Meðalheimur                            | H   | Húnavatnshreppur                                                           |
| 726  | Auðkúluvegur                | 14,6    | Reykjabraut                          | Svínvetningabraut                      | T   | Húnavatnshreppur                                                           |
| 727  | Svínadalsvegur              | 8,65    | Auðkúluvegur                         | Hrafnabjörg                            | H   | Húnavatnshreppur                                                           |
| 731  | Svínvetningabraut           | 32,62   | Hringvegur                           | Hringvegur                             | S/T | Blönduós, Húnavatnshreppur                                                 |
| 733  | Blöndudalsvegur             | 10,18   | Svínvetningabraut                    | Bollastaðir                            | H   | Húnavatnshreppur                                                           |
| 734  | Svartárdalsvegur            | 24,41   | Hringvegur                           | Fossar                                 | T   | Húnavatnshreppur                                                           |
| 734  | Vesturheiðarvegur           | 39,75   | Fossar                               | Strangakvísl                           | L   | Húnavatnshreppur                                                           |
| F734 | Vesturheiðarvegur           | 13,93   | Strangakvísl                         | Kjalvegur                              | L   | Húnavatnshreppur                                                           |
| 735  | Þjófadalavegur              | 1,97    | Kjalvegur                            | Hveravallavegur                        | T   | Húnavatnshreppur                                                           |
| F735 | Þjófadalavegur              | 10,63   | Hveravallavegur                      | Þjófadalir                             | L   | Húnavatnshreppur, Bláskógabyggð                                            |
| 735  | Hveravallavegur             | 0,4     | Þjófadalavegur                       | Hveravallalaug                         | T   | Húnavatnshreppur                                                           |
| 741  | Neðribyggðarvegur           | 8,45    | Skagastrandarvegur hjá Enni          | Skagastrandarvegur s. Neðri Lækjardals | T   | Blönduós                                                                   |
| 742  | Mýravegur                   | 7,48    | Skagastrandarvegur                   | Mánaskál                               | H   | Blönduós, Skagabyggð                                                       |
| 745  | Skagavegur                  | 82,87   | Skagastrandarvegur                   | Þverárfjallsvegur                      | T   | Skagaströnd, Skagabyggð, Sveitarfélagið Skagafjörður                       |
| 746  | Tindastólsvegur             | 4       | Þverárfjallsvegur                    | Skíðasvæði                             | T   | Sveitarfélagið Skagafjörður                                                |
| 748  | Reykjastrandarvegur         | 14,34   | Þverárfjallsvegur                    | Grettislaug, bílastæði                 | T   | Sveitarfélagið Skagafjörður                                                |
| 749  | Flugvallarvegur Sauðárkróki | 0,49    | Sauðárkróksbraut                     | Flugvöllur, gafl flugskýlis            | S   | Sveitarfélagið Skagafjörður                                                |
| 751  | Efribyggðarvegur            | 12,31   | Skagafjarðarvegur við Álftagerði     | Skagafjarðarvegur norðan Mælifells     | T   | Sveitarfélagið Skagafjörður                                                |
| 752  | Skagafjarðarvegur           | 40,83   | Hringvegur                           | Giljavegur                             | T   | Sveitarfélagið Skagafjörður                                                |
| F752 | Skagafjarðarleið            | 79,7    | Giljavegur                           | Sprengisandsleið                       | L   | Sveitarfélagið Skagafjörður, Akrahreppur, Eyjafjarðarsveit, Þingeyjarsveit |
| 753  | Vindheimavegur              | 6,95    | Hringvegur                           | Skagafjarðarvegur                      | T   | Sveitarfélagið Skagafjörður                                                |
| 754  | Héraðsdalsvegur             | 7,39    | Skagafjarðarvegur                    | Litlidalur                             | H   | Sveitarfélagið Skagafjörður                                                |
| 755  | Svartárdalsvegur            | 6,69    | Skagafjarðarvegur                    | Miðdalur 1                             | H   | Sveitarfélagið Skagafjörður                                                |
| 756  | Mælifellsdalsvegur          | 46,13   | Efribyggðarvegur                     | Kjalvegur                              | L   | Sveitarfélagið Skagafjörður, Húnavatnshreppur                              |
| 757  | Villinganesvegur            | 3,74    | Skagafjarðarvegur                    | Villinganes                            | H   | Sveitarfélagið Skagafjörður                                                |
| 758  | Austurdalsvegur             | 19,18   | Skagafjarðarvegur                    | Ábæjará, bílastæði                     | T/L | Sveitarfélagið Skagafjörður, Akrahreppur                                   |
| 759  | Kjálkavegur                 | 8,61    | Hringvegur                           | Stekkjarflatir                         | H   | Akrahreppur                                                                |
| 762  | Sæmundarhlíðarvegur         | 8,19    | Sauðárkróksbraut                     | Dæli                                   | H   | Sveitarfélagið Skagafjörður                                                |
| 764  | Hegranesvegur               | 20,6    | Sauðárkróksbraut                     | Sauðárkróksbraut                       | T   | Sveitarfélagið Skagafjörður                                                |
| 766  | Bakkavegur                  | 3,74    | Siglufjarðarvegur                    | Bakki                                  | H   | Sveitarfélagið Skagafjörður                                                |
| 767  | Hólavegur                   | 13,31   | Siglufjarðarvegur                    | Hjaltadalsvegur                        | S/T | Sveitarfélagið Skagafjörður                                                |
| 768  | Hjaltadalsvegur             | 12,09   | Hólavegur við Hjaltadalsá            | Reykir                                 | T/H | Sveitarfélagið Skagafjörður                                                |
| 769  | Ásavegur                    | 7,14    | Siglufjarðarvegur                    | Hólavegur                              | T   | Sveitarfélagið Skagafjörður                                                |
| 781  | Deildardalsvegur            | 7,68    | Siglufjarðarvegur norðan Ártúns      | Háleggsstaðir                          | H   | Sveitarfélagið Skagafjörður                                                |
| 783  | Höfðastrandarvegur          | 6,73    | Siglufjarðarvegur sunnan Hofsár      | Siglufjarðarvegur hjá Þrastarstöðum    | T   | Sveitarfélagið Skagafjörður                                                |
| 786  | Sléttuhlíðarvegur           | 2,64    | Siglufjarðarvegur norðan Hrolleifsár | Hraun                                  | H   | Sveitarfélagið Skagafjörður                                                |
| 787  | Flókadalsvegur              | 1,71    | Siglufjarðarvegur                    | Mið-Mór                                | H   | Sveitarfélagið Skagafjörður                                                |
| 789  | Sléttuvegur                 | 6,63    | Siglufjarðarvegur                    | Ólafsfjarðarvegur                      | T   | Sveitarfélagið Skagafjörður                                                |
| 792  | Hafnarvegur Siglufirði      | 0,34    | Siglufjarðarvegur                    | Hafnarsvæði                            | S   | Fjallabyggð                                                                |
| 793  | Skarðsvegur                 | 12,74   | Siglufjarðarvegur                    | Siglufjarðarvegur                      | T/L | Fjallabyggð, Sveitarfélagið Skagafjörður                                   |

## 8er Straßen
Diese Liste der 8er-Straßen in Island enthält Straßen deren Nummer mit 8 beginnt.
Sie liegen ganz oder zum größten Teil im Nordwesten von Island.
Es gibt 6 Straßen mit zweistelligen Nummern.
Sie sind zwischen 13 und 319 km lang.
Zusammen sind das 574 km.
Daneben gibt es 83 Straßen mit dreistelligen Nummern von 801 bis F899.
Sie sind zwischen 90 m und 58 km lang.
Zusammen sind das 928 km.
Zusätzlich gibt es 608 mit vierstelligen Nummern zwischen 8005 und 8999.
Sie sind 10 m bis 23 km lang.
Zusammen sind das 320 km.
Diese Heraðvegir zu abgelegenen Höfen sind hier nicht aufgeführt.
| Nr.  | Name                      | Länge  | Anfang                                   | Ende                                         | Typ   | Gemeinde(n) / Anmerkung                                                                          |
| ---- | ------------------------- | ------ | ---------------------------------------- | -------------------------------------------- | ----- | ------------------------------------------------------------------------------------------------ |
| S82  | Ólafsfjarðarvegur         | 87,81  | Hringvegur                               | Siglufjarðarvegur                            | S/T   | Hörgársveit, Dalvíkurbyggð, Fjallabyggð, Sveitarfélagið Skagafjörður                             |
| S83  | Grenivíkurvegur           | 32,79  | Hringvegur                               | Grenivík, Túngata                            | S     | Svalbarðsstrandarhreppur, Grýtubakkahreppur                                                      |
| 84   | Víkurskarðsvegur          | 13,47  | Grenivíkurvegur                          | Hringvegur                                   | S     | Svalbarðsstrandarhreppur, Grýtubakkahreppur, Þingeyjarsveit                                      |
| S85  | Norðausturvegur           | 318,57 | Hringvegur                               | Hringvegur                                   | S     | Þingeyjarsveit, Norðurþing, Tjörneshreppur, Svalbarðshreppur, Langanesbyggð, Vopnafjarðarhreppur |
| S87  | Kísilvegur                | 42,11  | Hringvegur                               | Norðausturvegur                              | S     | Þingeyjarsveit, Norðurþing                                                                       |
| LF88 | Öskjuleið                 | 79,61  | Hringvegur                               | Austurleið                                   | L     | Þingeyjarsveit                                                                                   |
| 801  | Hafnarvegur Hrísey        | 0,18   | Ferjuhöfn                                | Aðalgata                                     | S     | Akureyri                                                                                         |
| 802  | Garðsvegur                | 1,54   | Siglufjarðarvegur                        | Garður                                       | H     | Fjallabyggð                                                                                      |
| 805  | Svarfaðardalsvegur        | 20,57  | Ólafsfjarðarvegur                        | Kot                                          | T/H   | Dalvíkurbyggð                                                                                    |
| 806  | Tunguvegur                | 1,44   | Svarfaðardalsvegur                       | Skíðadalsvegur                               | T     | Dalvíkurbyggð                                                                                    |
| 807  | Skíðadalsvegur            | 19,31  | Ólafsfjarðarvegur                        | Klængshóll                                   | T/H   | Dalvíkurbyggð                                                                                    |
| 808  | Árskógssandsvegur         | 2,19   | Ólafsfjarðarvegur                        | Ferjubryggja                                 | S     | Dalvíkurbyggð                                                                                    |
| 809  | Hauganesvegur             | 2,58   | Ólafsfjarðarvegur                        | Hauganes, hafnarsvæði                        | S     | Dalvíkurbyggð                                                                                    |
| 810  | Hafnarvegur Dalvík        | 0,25   | Ólafsfjarðarvegur                        | Ferjubryggja                                 | S     | Dalvíkurbyggð                                                                                    |
| 811  | Hjalteyrarvegur           | 3,13   | Ólafsfjarðarvegur                        | Hafnarsvæði                                  | T     | Hörgársveit                                                                                      |
| 812  | Bakkavegur                | 6,07   | Ólafsfjarðarvegur                        | Hjalteyrarvegur                              | T     | Hörgársveit                                                                                      |
| 813  | Möðruvallavegur           | 3,92   | Ólafsfjarðarvegur                        | Ólafsfjarðarvegur hjá Möðruvöllum            | T     | Hörgársveit                                                                                      |
| 814  | Staðarbakkavegur          | 14,25  | Hörgárdalsvegur                          | Staðarbakki 1                                | H     | Hörgársveit                                                                                      |
| 815  | Hörgárdalsvegur           | 13,61  | Hringvegur                               | Ólafsfjarðarvegur                            | T     | Hörgársveit                                                                                      |
| 816  | Dagverðareyrarvegur       | 10,38  | Hringvegur                               | Ólafsfjarðarvegur                            | T     | Hörgársveit                                                                                      |
| 817  | Blómsturvallavegur        | 1,64   | Hringvegur                               | Blómsturvellir lóð                           | H     | Hörgársveit                                                                                      |
| 818  | Hlíðarvegur               | 2,92   | Hringvegur                               | Ásláksstaðir                                 | H     | Hörgársveit                                                                                      |
| 819  | Hafnarvegur Akureyri      | 1,55   | Hringvegur                               | Strtandgata/Laufásgata, hafnarsvæði          | S     | Akureyri                                                                                         |
| 820  | Flugvallarvegur Akureyri  | 0,19   | Eyjafjarðarbraut vestri                  | Flugstöð, brottför                           | S     | Akureyri                                                                                         |
| 821  | Eyjafjarðarbraut vestri   | 42,58  | Hringvegur                               | Halldórsstaðavegur                           | S/T   | Akureyri, Eyjafjarðarsveit                                                                       |
| F821 | Eyjafjarðarleið           | 41,54  | Halldórsstaðavegur                       | Skagafjarðarleið                             | L     | Eyjafjarðarsveit                                                                                 |
| 822  | Kristnesvegur             | 0,99   | Eyjafjarðarbraut vestri norðan Kristness | Kristnes                                     | T     | Eyjafjarðarsveit                                                                                 |
| 823  | Miðbraut                  | 2,12   | Eyjafjarðarbraut vestri                  | Eyjafjarðarbraut eystri                      | S     | Eyjafjarðarsveit                                                                                 |
| 824  | Finnastaðavegur           | 6,83   | Eyjafjarðarbraut vestri                  | Dalsvegur                                    | T     | Eyjafjarðarsveit                                                                                 |
| 825  | Dalsvegur                 | 7,46   | Eyjafjarðarbraut vestri                  | Stóri-Dalur                                  | T/H   | Eyjafjarðarsveit                                                                                 |
| 826  | Hólavegur                 | 12,22  | Eyjafjarðarbraut vestri hjá Sandhólum    | Eyjafjarðarbraut vestri á móts við Vatnsenda | T     | Eyjafjarðarsveit                                                                                 |
| 827  | Sölvadalsvegur            | 9,41   | Hólavegur                                | Þormóðsstaðir                                | H     | Eyjafjarðarsveit                                                                                 |
| 828  | Veigastaðavegur           | 3,87   | Hringvegur                               | Eyjafjarðarbraut eystri                      | T     | Svalbarðsstrandarhreppur, Eyjafjarðarsveit                                                       |
| 829  | Eyjafjarðarbraut eystri   | 27,16  | Hringvegur                               | Eyjafjarðarbraut vestri                      | S/T   | Eyjafjarðarsveit                                                                                 |
| 830  | Svalbarðseyrarvegur       | 0,67   | Grenivíkurvegur                          | Svalbarðseyri, Laugartún                     | S     | Svalbarðsstrandarhreppur                                                                         |
| 831  | Höfðavegur                | 3,63   | Grenivíkurvegur                          | Höfði 1 íbúðarhús                            | H     | Grýtubakkahreppur                                                                                |
| 832  | Vaðlaheiðarvegur          | 20,03  | Veigastaðavegur                          | Illugastaðavegur                             | T/L   | Svalbarðsstrandarhreppur, Þingeyjarsveit                                                         |
| 833  | Illugastaðavegur          | 18,31  | Hringvegur                               | Reykir 2 lóð                                 | T/H   | Þingeyjarsveit                                                                                   |
| 834  | Fnjóskadalsvegur vestri   | 4,6    | Víkurskarðsvegur                         | Draflastaðir                                 | H     | Þingeyjarsveit                                                                                   |
| 835  | Fnjóskadalsvegur eystri   | 22,32  | Hringvegur                               | Grenivíkurvegur                              | T     | Þingeyjarsveit, Grýtubakkahreppur                                                                |
| 836  | Vaglaskógarvegur          | 5,57   | Hringvegur                               | Illugastaðavegur hjá Hróarsstöðum            | T     | Þingeyjarsveit                                                                                   |
| 837  | Hlíðarfjallsvegur         | 4,43   | Akureyri, Rangárvellir                   | Skíðasvæði í Hlíðarfjalli                    | T     | Akureyri                                                                                         |
| F839 | Leirdalsheiðarvegur       | 27,26  | Grenivíkurvegur                          | Hvalvatnsfjörður, sjávarkambur               | L     | Grýtubakkahreppur                                                                                |
| 842  | Bárðardalsvegur vestri    | 37,31  | Hringvegur                               | Sprengisandsleið                             | S     | Þingeyjarsveit                                                                                   |
| 843  | Lundarbrekkuvegur         | 21,81  | Bárðardalsvegur eystri                   | Svartárkot lóð                               | T/H   | Þingeyjarsveit                                                                                   |
| 844  | Bárðardalsvegur eystri    | 22,58  | Hringvegur                               | Bárðardalsvegur vestri                       | T     | Þingeyjarsveit                                                                                   |
| 845  | Aðaldalsvegur             | 17,2   | Hringvegur                               | Norðausturvegur                              | S     | Þingeyjarsveit                                                                                   |
| 846  | Austurhlíðarvegur         | 5,79   | Hringvegur                               | Aðaldalsvegur                                | T     | Þingeyjarsveit                                                                                   |
| 847  | Stafnsvegur               | 5,63   | Hringvegur                               | Stafn 1                                      | H     | Þingeyjarsveit                                                                                   |
| 848  | Mývatnssveitarvegur       | 19,94  | Hringvegur                               | Hringvegur                                   | T     | Þingeyjarsveit                                                                                   |
| 849  | Baldursheimsvegur         | 8,03   | Mývatnssveitarvegur                      | Baldursheimur 3                              | H     | Þingeyjarsveit                                                                                   |
| 851  | Út-Kinnarvegur            | 12,9   | Norðausturvegur                          | Björg                                        | H     | Þingeyjarsveit                                                                                   |
| 852  | Sandsvegur                | 6,46   | Norðausturvegur                          | Sandur 2 land                                | H     | Þingeyjarsveit                                                                                   |
| 853  | Hvammavegur               | 7,92   | Aðaldalsvegur                            | Kísilvegur                                   | T     | Þingeyjarsveit                                                                                   |
| 854  | Staðarbraut               | 6,75   | Aðaldalsvegur                            | Hvammavegur                                  | T     | Þingeyjarsveit                                                                                   |
| 855  | Fagranesvegur             | 2,58   | Staðarbraut                              | Fagranes                                     | H     | Þingeyjarsveit                                                                                   |
| 856  | Laxárdalsvegur            | 13,69  | Staðarbraut                              | Árhólar                                      | H     | Þingeyjarsveit                                                                                   |
| 858  | Flugvallarvegur í Aðaldal | 1,35   | Norðausturvegur                          | Flugvöllur                                   | T     | Norðurþing                                                                                       |
| 859  | Hafnarvegur Húsavík       | 0,09   | Norðausturvegur                          | Hafnarstétt, hafnarsvæði                     | S     | Norðurþing                                                                                       |
| 860  | Grjótagjárvegur           | 4,12   | Mývatnssveitarvegur                      | Hringvegur                                   | T     | Þingeyjarsveit                                                                                   |
| 861  | Ásbyrgisvegur             | 3,73   | Norðausturvegur                          | Ásbyrgi, innra bílastæði                     | T     | Norðurþing                                                                                       |
| 862  | Dettifossvegur            | 50,88  | Hringvegur                               | Norðausturvegur                              | T     | Þingeyjarsveit, Norðurþing                                                                       |
| 863  | Kröfluvegur               | 8,94   | Hringvegur                               | Víti, bílastæði                              | T     | Þingeyjarsveit                                                                                   |
| 863  | Leirhnjúksvegur           | 0,12   | Kröfluvegur                              | Leirhnjúkur, gönguleið                       | T     | Þingeyjarsveit                                                                                   |
| 864  | Hólsfjallavegur           | 56,81  | Hringvegur                               | Norðausturvegur                              | T     | Norðurþing                                                                                       |
| 865  | Gilsbakkavegur            | 4,59   | Norðausturvegur                          | Gilhagi 1                                    | H     | Norðurþing                                                                                       |
| 866  | Austursandsvegur          | 9,87   | Norðausturvegur                          | Ærlækjarsel 1 lóð                            | H     | Norðurþing                                                                                       |
| 866  | Akurselsvegur             | 3,15   | Austursandsvegur                         | Akursel                                      | H     | Norðurþing                                                                                       |
| 868  | Laxárdalsvegur            | 3,59   | Norðausturvegur                          | Laxárdalur 2                                 | H     | Svalbarðshreppur                                                                                 |
| 869  | Langanesvegur             | 45,28  | Norðausturvegur                          | Skálar                                       | S/T/L | Langanesbyggð                                                                                    |
| 870  | Sléttuvegur               | 57,64  | Norðausturvegur                          | Raufarhöfn, Höfðabraut                       | S/T   | Norðurþing                                                                                       |
| 870  | Kópaskersvegur            | 0,21   | Sléttuvegur                              | Kópasker, Akurgerði                          | S     | Norðurþing                                                                                       |
| 871  | Flugvallarvegur Þórshöfn  | 0,47   | Langanesvegur                            | Flugvöllur                                   | S     | Langanesbyggð                                                                                    |
| 874  | Raufarhafnarvegur         | 20,11  | Norðausturvegur                          | Raufarhöfn, Höfðabraut                       | S     | Norðurþing                                                                                       |
| 875  | Hálsavegur                | 20,07  | Norðausturvegur                          | Raufarhafnarvegur                            | T/L   | Svalbarðshreppur, Norðurþing                                                                     |
| F881 | Dragaleið                 | 18,32  | Eyjafjarðarleið                          | Sprengisandsleið                             | L     | Þingeyjarsveit, Eyjafjarðarsveit                                                                 |
| 882  | Leyningshólavegur         | 1,56   | Villingadalsvegur                        | Leyningshólar                                | L     | Eyjafjarðarsveit                                                                                 |
| 883  | Goðafossvegur             | 0,43   | Hringvegur                               | Goðafoss                                     | T     | Þingeyjarsveit                                                                                   |
| 884  | Dimmuborgavegur           | 1,27   | Mývatnssveitarvegur                      | Dimmuborgir, bílastæði                       | T     | Þingeyjarsveit                                                                                   |
| 885  | Námaskarðsvegur           | 0,45   | Hringvegur                               | Hverarönd                                    | T     | Þingeyjarsveit                                                                                   |
| 886  | Dettifossvegur vestri     | 3,02   | Dettifossvegur                           | Dettifoss                                    | T     | Norðurþing                                                                                       |
| 887  | Hólmatungnavegur          | 3,21   | Dettifossvegur                           | Bílastæði, Hólmatungum                       | T     | Norðurþing                                                                                       |
| 888  | Langavatnshöfðavegur      | 1,52   | Dettifossvegur                           | Langavatshöfði, bílastæði                    | T     | Norðurþing                                                                                       |
| 889  | Vesturdalsvegur           | 0,88   | Langavatnshöfðavegur                     | Vesturdalur, skáli                           | T     | Norðurþing                                                                                       |
| 889  | Hljóðaklettavegur         | 0,84   | Vesturdalsvegur                          | Bílastæði, Hljóðaklettar                     | T     | Norðurþing                                                                                       |
| 890  | Dettifossvegur eystri     | 0,78   | Hólsfjallavegur                          | Dettifoss                                    | T     | Norðurþing                                                                                       |
| F894 | Öskjuvatnsvegur           | 7,82   | Austurleið                               | Öskjuvatn, gönguleið                         | L     | Þingeyjarsveit                                                                                   |
| 897  | Svalbarðstunguvegur       | 8,89   | Norðausturvegur                          | Fjallalækjarsel                              | H     | Svalbarðshreppur                                                                                 |
| F899 | Flateyjardalsvegur        | 32,7   | Fnjóskadalsvegur eystri                  | Brettingsstaðir                              | L     | Þingeyjarsveit                                                                                   |

## 9er Straßen
Diese Liste der 9er-Straßen in Island enthält Straßen deren Nummer mit 9 beginnt.
Sie liegen ganz oder zum größten Teil im Osten von Island.
Es gibt 8 Straßen mit zweistelligen Nummern.
Sie sind zwischen 1,4 und 81 km lang.
Zusammen sind das 227 km.
Daneben gibt es 83 Straßen mit dreistelligen Nummern von 901 bis 998.
Sie sind zwischen 10 m und 232 km lang.
Zusammen sind das 1247 km.
Zusätzlich gibt es 373 mit vierstelligen Nummern zwischen 9101 und 9896.
Sie sind 10 m bis 10 km lang.
Zusammen sind das 227 km.
Diese Heraðvegir zu abgelegenen Höfen sind hier nicht aufgeführt.
| Nr.   | Name                         | Länge  | Anfang                          | Ende                                  | Typ   | Gemeinde(n) / Anmerkung       |
| ----- | ---------------------------- | ------ | ------------------------------- | ------------------------------------- | ----- | ----------------------------- |
| 91    | Hafnarvegur í Bakkafirði     | 4,44   | Norðausturvegur                 | Bakkafjörður, Hraunstígur             | T     | Langanesbyggð                 |
| S92   | Norðfjarðarvegur             | 37,05  | Hringvegur                      | Neskaupstaður, ferjubryggja           | S     | Fjarðabyggð                   |
| S93   | Seyðisfjarðarvegur           | 27,26  | Hringvegur                      | Hánefsstaðavegur                      | S     | Múlaþing                      |
| S94   | Borgarfjarðarvegur           | 68,17  | Seyðisfjarðarvegur              | Borgarfjörður, Hólalandsvegur         | S     | Múlaþing                      |
| S95   | Skriðdals- og Breiðdalsvegur | 81,07  | Hringvegur                      | Hringvegur                            | S     | Múlaþing, Fjarðabyggð         |
| 97    | Breiðdalsvíkurvegur          | 1,41   | Hringvegur                      | Breiðdalsvík, Hrauntún                | S/T   | Fjarðabyggð                   |
| 98    | Djúpavogsvegur               | 2,49   | Hringvegur                      | Hafnarsvæði Gleðivík                  | S     | Múlaþing                      |
| 99    | Hafnarvegur                  | 5,17   | Hringvegur                      | Álaleira, hafnarsvæði                 | S     | Sveitarfélagið Hornafjörður   |
| L901  | Möðrudalsleið                | 39,8   | Hringvegur                      | Hringvegur                            | L     | Múlaþing                      |
| F902  | Kverkfjallaleið              | 45,41  | Austurleið                      | Kverkjökull                           | L     | Múlaþing                      |
| F903  | Hvannalindavegur             | 26,43  | Austurleið                      | Kverkfjallaleið                       | L     | Múlaþing                      |
| F905  | Arnardalsleið                | 21,05  | Möðrudalsleið                   | Austurleið                            | L     | Múlaþing                      |
| 907   | Brúarvegur                   | 23,96  | Möðrudalsleið                   | Jökuldalsvegur                        | L     | Múlaþing                      |
| F909  | Snæfellsleið                 | 31,73  | Austurleið                      | Eyjabakkajökull                       | L     | Múlaþing                      |
| LF910 | Austurleið                   | 232,91 | Sprengisandsleið                | Kárahnjúkar, yfirfallsbrú             | L     | Þingeyjarsveit, Múlaþing      |
| L910  | Austurleið                   | 60,97  | Kárahnjúkar, yfirfallsbrú       | Fljótsdalsvegur                       | L     | Múlaþing, Fljótsdalshreppur   |
| 910   | Laugarfellsvegur             | 1,9    | Austurleið                      | Laugarfell, bílastæði                 | L     | Fljótsdalshreppur             |
| 913   | Strandhafnarvegur            | 12,28  | Norðausturvegur                 | Strandhöfn                            | H     | Vopnafjarðarhreppur           |
| 914   | Skógavegur                   | 7,76   | Norðausturvegur                 | Norðausturvegur                       | T     | Vopnafjarðarhreppur           |
| 916   | Flugvallarvegur Vopnafirði   | 0,1    | Hlíðarvegur                     | Flugvöllur                            | T     | Vopnafjarðarhreppur           |
| 917   | Hlíðarvegur                  | 71,18  | Hringvegur                      | Norðausturvegur                       | S     | Múlaþing, Vopnafjarðarhreppur |
| 918   | Hafnarvegur Vopnafirði       | 0,18   | Hlíðarvegur                     | Hafnarsvæði                           | S     | Vopnafjarðarhreppur           |
| 919   | Sunnudalsvegur               | 16,09  | Hlíðarvegur                     | Hofsárdalsvegur                       | T     | Vopnafjarðarhreppur           |
| 920   | Hofsárdalsvegur              | 24,89  | Hlíðarvegur                     | Burstarfell, hringsjá                 | T     | Vopnafjarðarhreppur           |
| 921   | Eyjavegur                    | 5,93   | Hlíðarvegur                     | Hólmatunga                            | H     | Múlaþing                      |
| 922   | Másselsvegur                 | 5,81   | Hlíðarvegur                     | Mássel                                | H     | Múlaþing                      |
| 923   | Jökuldalsvegur               | 48,81  | Hringvegur                      | Aðalból                               | T     | Múlaþing                      |
| F923  | Jökuldalsvegur               | 17,98  | Aðalból                         | Austurleið                            | L     | Múlaþing                      |
| 924   | Jökuldalsvegur eystri        | 22,51  | Hringvegur                      | Hringvegur                            | T     | Múlaþing                      |
| 925   | Hróarstunguvegur             | 41,41  | Hringvegur                      | Hringvegur                            | T     | Múlaþing                      |
| 926   | Húseyjarvegur                | 20,73  | Hróarstunguvegur                | Húsey 1                               | H     | Múlaþing                      |
| 927   | Brekkubæjavegur              | 6,61   | Hróarstunguvegur hjá Þórisvatni | Hróarstunguvegur hjá Litla Steinsvaði | T     | Múlaþing                      |
| 929   | Hafrafellsvegur              | 1,25   | Hringvegur                      | Hafrafell 4                           | H     | Múlaþing                      |
| 931   | Upphéraðsvegur               | 54,66  | Hringvegur                      | Skriðdals- og Breiðdalsvegur          | T     | Múlaþing, Fljótsdalshreppur   |
| 933   | Fljótsdalsvegur              | 16,91  | Upphéraðsvegur                  | Upphéraðsvegur                        | T     | Fljótsdalshreppur             |
| 934   | Múlavegur í Fljótsdal        | 12,94  | Fljótsdalsvegur                 | Egilsstaðir                           | T/H   | Fljótsdalshreppur             |
| 935   | Suðurdalsvegur               | 12,53  | Fljótsdalsvegur                 | Sturluflöt                            | H     | Fljótsdalshreppur             |
| 936   | Þórdalsheiðarvegur           | 21,23  | Skriðdals- og Breiðdalsvegur    | Hringvegur                            | T/L   | Múlaþing, Fjarðabyggð         |
| 937   | Skriðdalsvegur               | 19,19  | Upphéraðsvegur                  | Skriðdals- og Breiðdalsvegur          | T     | Múlaþing                      |
| 938   | Múlavegur syðri              | 5,98   | Skriðdalsvegur                  | Hjarðarhlíð                           | H     | Múlaþing                      |
| T939  | Axarvegur                    | 20,71  | Skriðdals- og Breiðdalsvegur    | Hringvegur                            | T     | Múlaþing                      |
| 941   | Flugvallarvegur Egilsstöðum  | 0,55   | Hringvegur                      | Flugvöllur                            | S     | Múlaþing                      |
| 942   | Steinsvaðsvegur              | 4,57   | Borgarfjarðarvegur              | Stóra-Steinsvað                       | H     | Múlaþing                      |
| 942   | Tjarnarlandsvegur            | 0,23   | Steinsvaðsvegur                 | Tjarnarland                           | H     | Múlaþing                      |
| 943   | Hjaltastaðarvegur            | 7,74   | Borgarfjarðarvegur              | Hjarðarhvoll                          | H     | Múlaþing                      |
| 944   | Lagarfossvegur               | 9,79   | Borgarfjarðarvegur              | Hróarstunguvegur                      | T     | Múlaþing                      |
| 946   | Hólalandsvegur               | 7,55   | Borgarfjarðarvegur              | Hvannstóð                             | T     | Múlaþing                      |
| F946  | Loðmundarfjarðarvegur        | 27,34  | Hvannstóð                       | Klyppstaður                           | L     | Múlaþing                      |
| 947   | Hafnarhólmavegur             | 4,76   | Borgarfjörður, n. við Ós        | Hafnarhólmi                           | T     | Múlaþing                      |
| 948   | Gilsárteigsvegur             | 1,97   | Borgarfjarðarvegur              | Gilsárteigur 1                        | H     | Múlaþing                      |
| 949   | Þrándarstaðavegur            | 1,13   | Borgarfjarðarvegur              | Þrep                                  | H     | Múlaþing                      |
| 950   | Eskifjarðarvegur             | 1,32   | Norðfjarðarvegur                | Eskifjörður, Hafnargata               | S     | Fjarðabyggð                   |
| 951   | Vestdalseyrarvegur           | 7,6    | Seyðisfjörður, Ránargata        | Selsstaðir                            | H     | Múlaþing                      |
| 952   | Hánefsstaðavegur             | 5,72   | Seyðisfjarðarvegur              | Hánefsstaðir                          | S/H   | Múlaþing                      |
| T953  | Mjóafjarðarvegur             | 46,52  | Hringvegur                      | Dalatangi                             | T/H   | Múlaþing, Fjarðabyggð         |
| 954   | Helgustaðavegur              | 9,74   | Mjóeyri                         | Stóra Breiðavík                       | T     | Fjarðabyggð                   |
| 955   | Vattarnesvegur               | 48,9   | Hringvegur                      | Hringvegur                            | S/T/L | Fjarðabyggð                   |
| 958   | Vöðlavíkurvegur              | 12,96  | Helgustaðavegur                 | Vöðlavík                              | L     | Fjarðabyggð                   |
| F959  | Viðfjarðarvegur              | 7,6    | Vöðlavíkurvegur á Víkurheiði    | Viðfjörður                            | L     | Fjarðabyggð                   |
| 962   | Norðurdalsvegur í Breiðdal   | 12,57  | Skriðdals- og Breiðdalsvegur    | Þorvaldsstaðir 1                      | H     | Fjarðabyggð                   |
| 964   | Breiðdalsvegur               | 8,83   | Skriðdals- og Breiðdalsvegur    | Hringvegur                            | T     | Fjarðabyggð                   |
| 966   | Suðurbyggðarvegur            | 13,86  | Skriðdals- og Breiðdalsvegur    | Breiðdalsvegur                        | T     | Fjarðabyggð                   |
| F980  | Kollumúlavegur               | 24,81  | Hringvegur                      | Illikambur                            | L     | Sveitarfélagið Hornafjörður   |
| 981   | Almannaskarðsvegur           | 1,2    | Hringvegur                      | Almannaskarð, bílastæði               | T     | Sveitarfélagið Hornafjörður   |
| 982   | Flugvallarvegur Hornafirði   | 0,71   | Hringvegur                      | Flugvöllur                            | S     | Sveitarfélagið Hornafjörður   |
| 983   | Miðfellsvegur                | 1,17   | Hoffellsvegur                   | Miðfell                               | H     | Sveitarfélagið Hornafjörður   |
| 984   | Hoffellsvegur                | 3,47   | Hringvegur                      | Hoffell 1                             | H     | Sveitarfélagið Hornafjörður   |
| F985  | Jökulvegur                   | 16,08  | Hringvegur                      | Skíðaskáli við Skálafellsjökul        | L     | Sveitarfélagið Hornafjörður   |
| 986   | Rauðabergsvegur              | 4,12   | Hringvegur                      | Hlíðarberg 1                          | H     | Sveitarfélagið Hornafjörður   |
| 998   | Skaftafellsvegur             | 1,86   | Hringvegur                      | Þjónustumiðstöð                       | T     | Sveitarfélagið Hornafjörður   |

## Zahlen über die Straßen
Nur die Ringstraße hat in Island mit der Nummer 1 eine einstellige Nummer.
| Straßen     | 2-er        | 3-er        | 4-er        | 5-er        | 6-er        | 7-er        | 8-er        | 9-er        | Summe       |
| zweistellig | zweistellig | zweistellig | zweistellig | zweistellig | zweistellig | zweistellig | zweistellig | zweistellig | zweistellig |
| ----------- | ----------- | ----------- | ----------- | ----------- | ----------- | ----------- | ----------- | ----------- | ----------- |
| Anzahl      | 5           | 11          | 10          | 8           | 9           | 5           | 6           | 8           | 62          |
| min.        | 2,42        | 14,63       | 1,72        | 10,55       | 0,52        | 1,35        | 13,47       | 1,41        |             |
| max.        | 154,49      | 167,67      | 60,59       | 229,37      | 305,51      | 118,30      | 318,57      | 81,07       |             |
| gesamt      | 303,08      | 546,43      | 238,50      | 446,54      | 848,67      | 184,86      | 574,36      | 227,06      | 3.369,50    |
| dreistellig |             |             |             |             |             |             |             |             |             |
| Anzahl      | 64          | 59          | 28          | 66          | 40          | 57          | 83          | 62          | 459         |
| min.        | 0,90        | 0,51        | 0,30        | 0,17        | 0,12        | 0,34        | 0,09        | 0,10        |             |
| max.        | 108,06      | 48,66       | 56,87       | 83,29       | 93,23       | 82,87       | 57,64       | 232,91      |             |
| gesamt      | 1.008,35    | 482,86      | 238,57      | 903,80      | 573,70      | 934,22      | 928,02      | 1.246,50    | 6.316,02    |
| vierstellig |             |             |             |             |             |             |             |             |             |
| Anzahl      | 469         | 484         | 134         | 504         | 174         | 504         | 608         | 373         | 3.250       |
| min.        | 0,01        | 0,01        | 0,01        | 0,01        | 0,01        | 0,01        | 0,01        | 0,01        |             |
| max.        | 6,43        | 6,12        | 4,41        | 8,66        | 9,99        | 9,46        | 23,28       | 10,00       |             |
| gesamt      | 282,54      | 233,89      | 73,06       | 351,27      | 133,49      | 276,68      | 320,26      | 226,95      | 1.898,14    |
| Summe       |             |             |             |             |             |             |             |             |             |
| Anzahl      | 538         | 554         | 172         | 578         | 223         | 566         | 697         | 443         | 3.772       |
| gesamt      | 1.593,97    | 1.263,18    | 550,13      | 1.701,61    | 1.555,86    | 1.395,76    | 1.822,64    | 1.700,51    | 12.905,01   |

## Straßenkategorien
| Bereich         | Hauptstraßen | Hauptstraßen im Hochland | Nebenstraßen | Lokale Einfallstraße | Hochlandstraßen | gesamt    |
| --------------- | ------------ | ------------------------ | ------------ | -------------------- | --------------- | --------- |
| bis zweistellig | 3.941,72     | 354,50                   | 284,40       | 5,67                 | 104,56          | 4.690,85  |
| dreistellig     | 478,06       | 125,36                   | 3.034,11     | 814,03               | 1.864,46        | 6.315,02  |
| vierstellig     | 1,36         | 0,00                     | 82,24        | 1.814,54             | 0,00            | 1.898,14  |
| gesamt          | 4.421,14     | 479,86                   | 3.400,75     | 2.634,24             | 1.969,02        | 12.905,01 |